# مسجد ومدرسة السلطان الناصر محمد (المعز)
مسجد ومدرسة وقبة الناصر محمد بن قلاوون «بشارع المعز» أو المدرسة الناصرية هي المدرسة الملاصقة لقبة المنصور قلاوون، بدأ في إنشائها الملك العادل زين الدين كاتبغا بعد خلع الناصر قلاوون من ولايته الأولى، ولما أعيد الملك الناصر قلاوون للمرة الثانية إلى ملك مصر اشترى المدرسة قبل إتمامها وأكملها وأنشأ بها قبة جليلة دفنت بها والدته بنت سكباي بن قراجين ولما توفي ابنه أنوك دفنه بهذه المقبرة أيضاً، أما الناصر محمد نفسه فهو مدفون في قبة والده المنصور قلاوون. وكان بالمدرسة دروس للمذاهب الأربعة ومكتبة جليلة، ولما توفي الناصر قلاوون دفن بتربة أبيه المنصور قلاوون.

## معرض صور

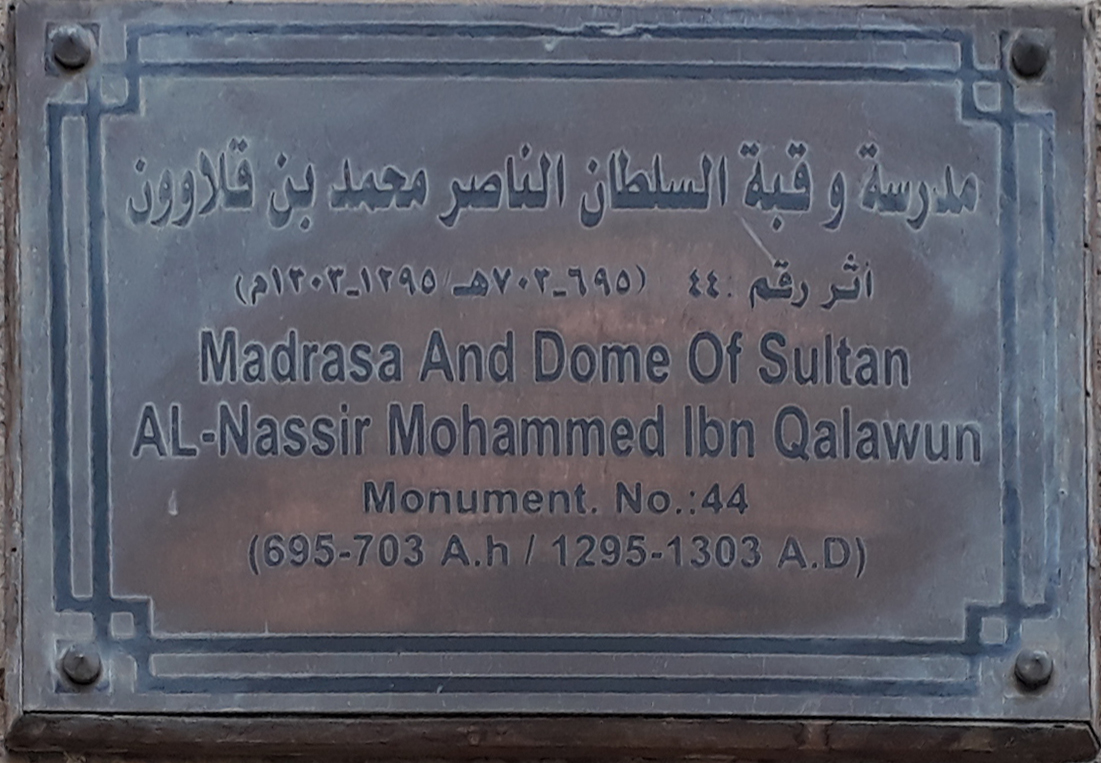
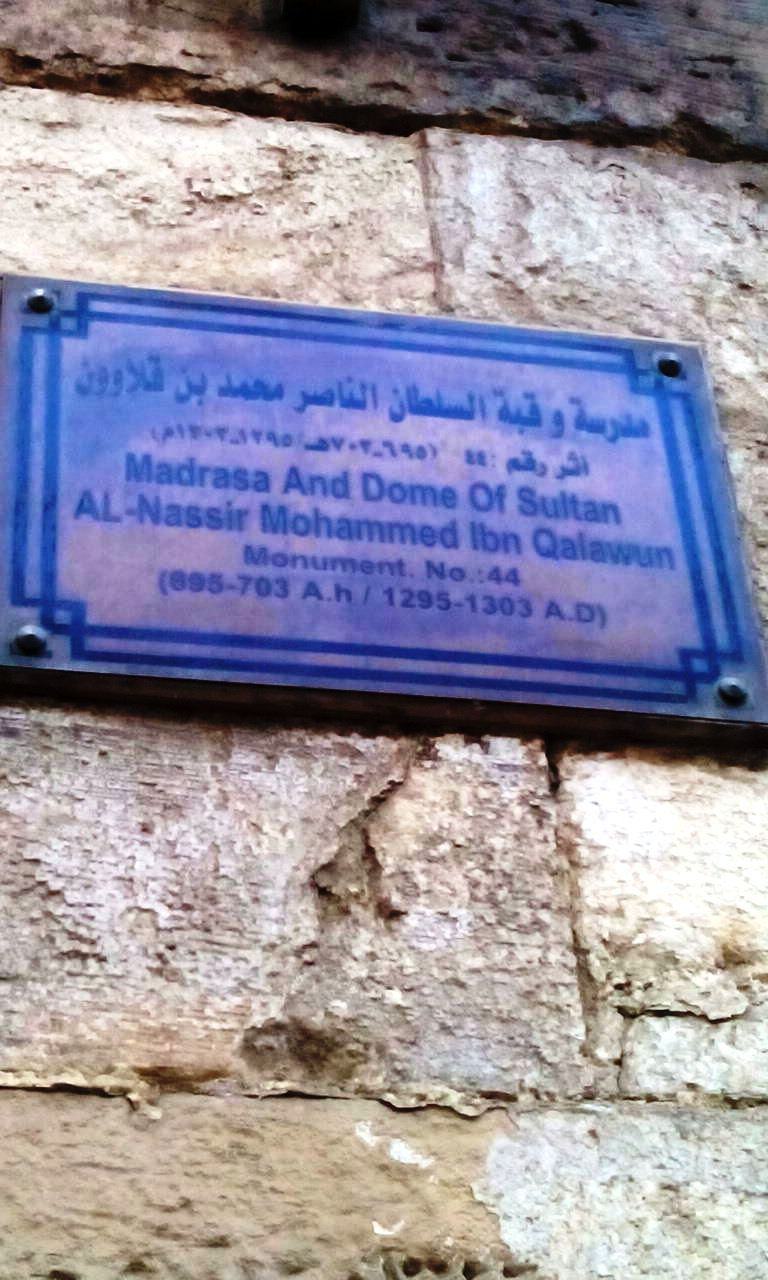
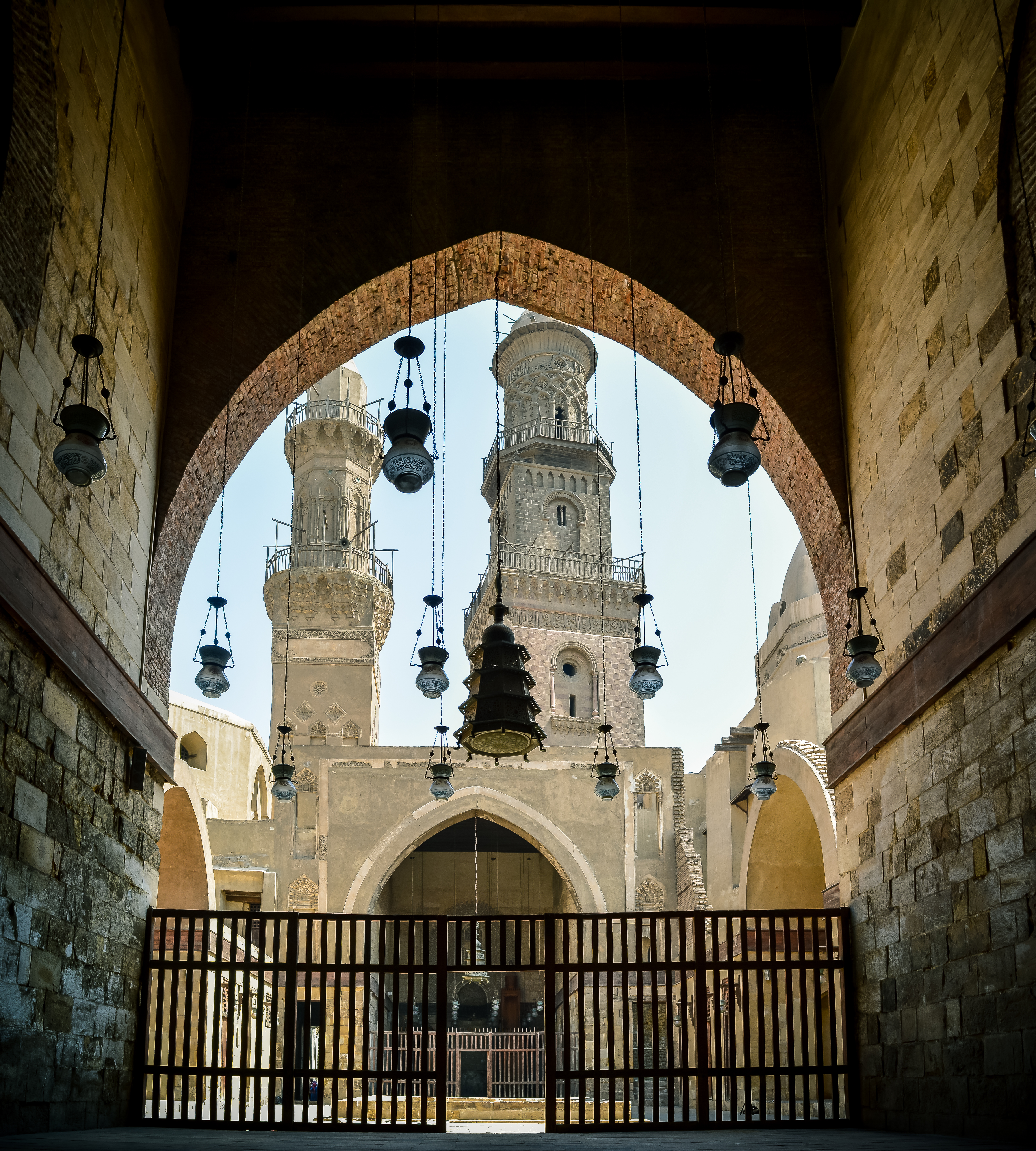
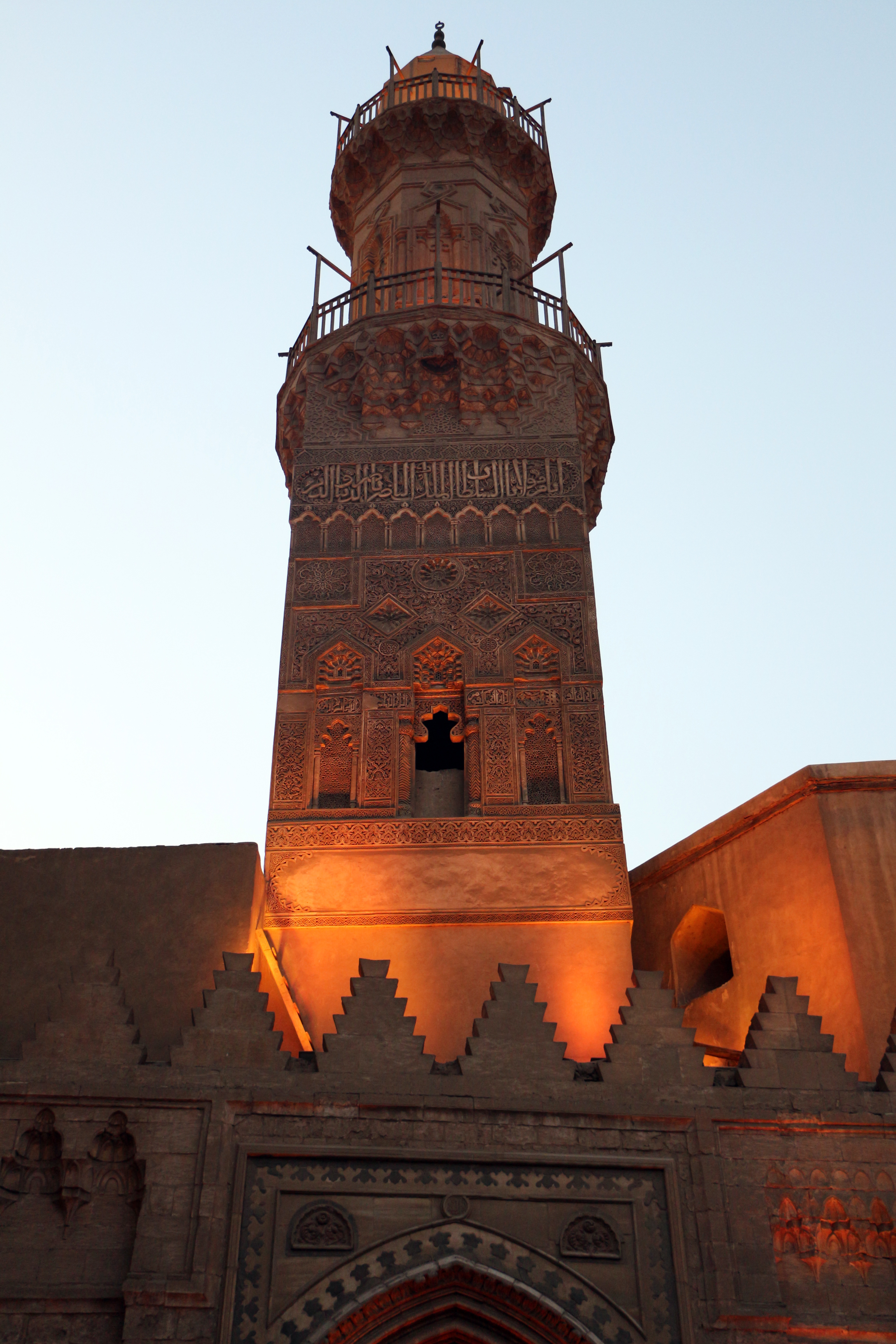
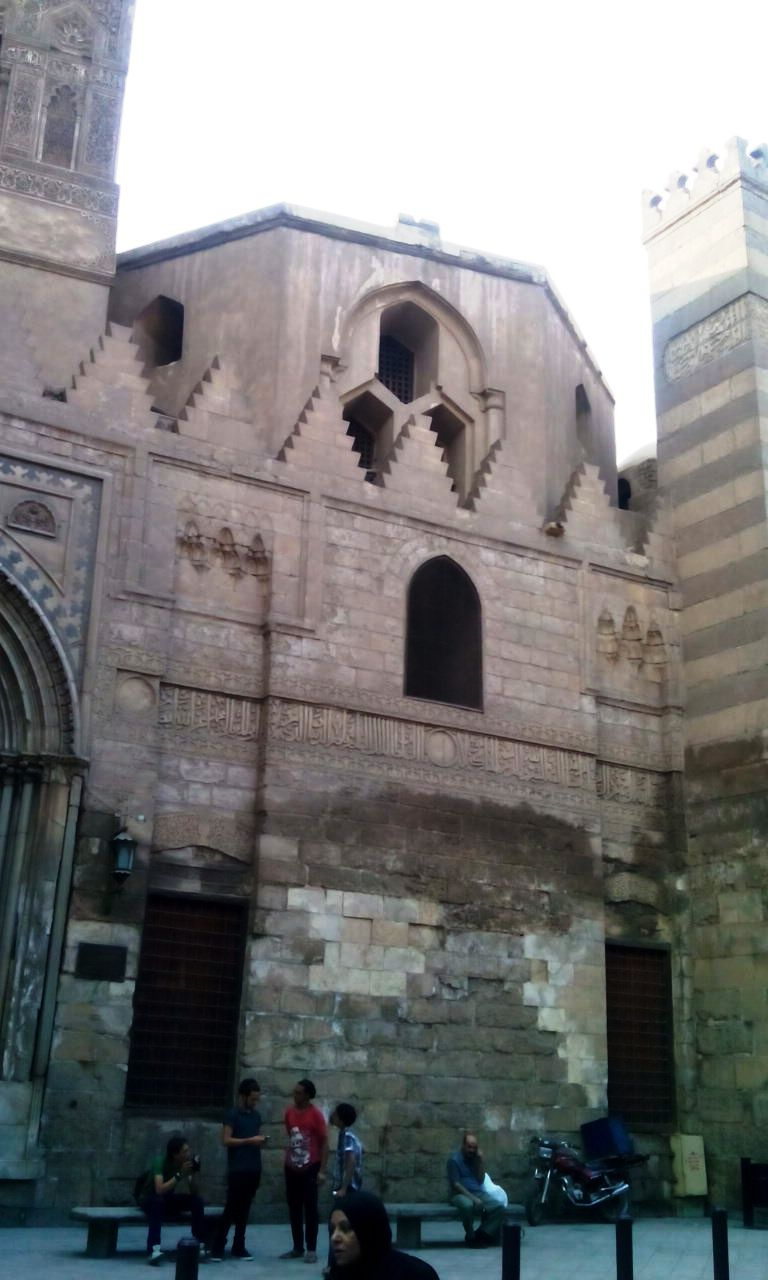
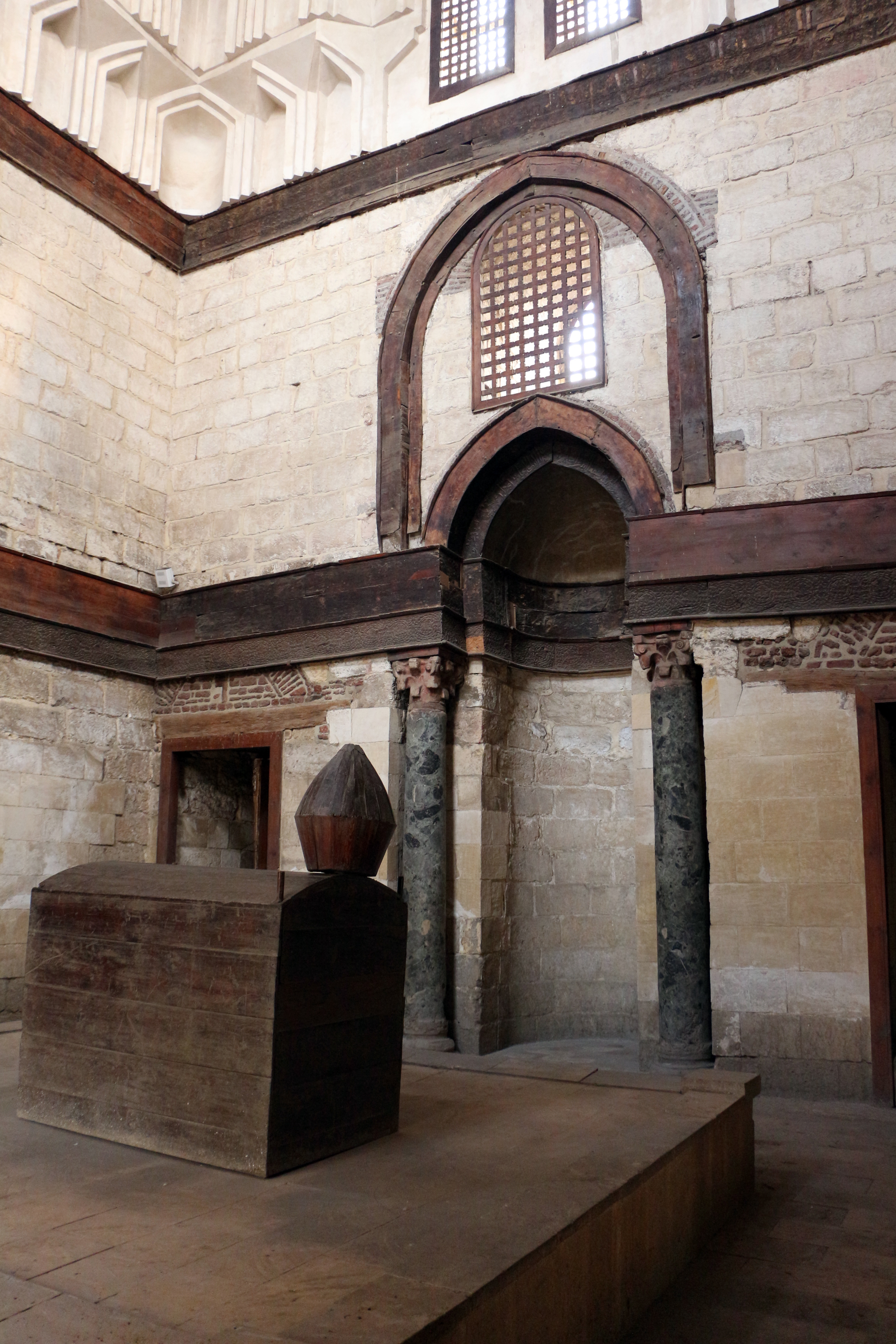
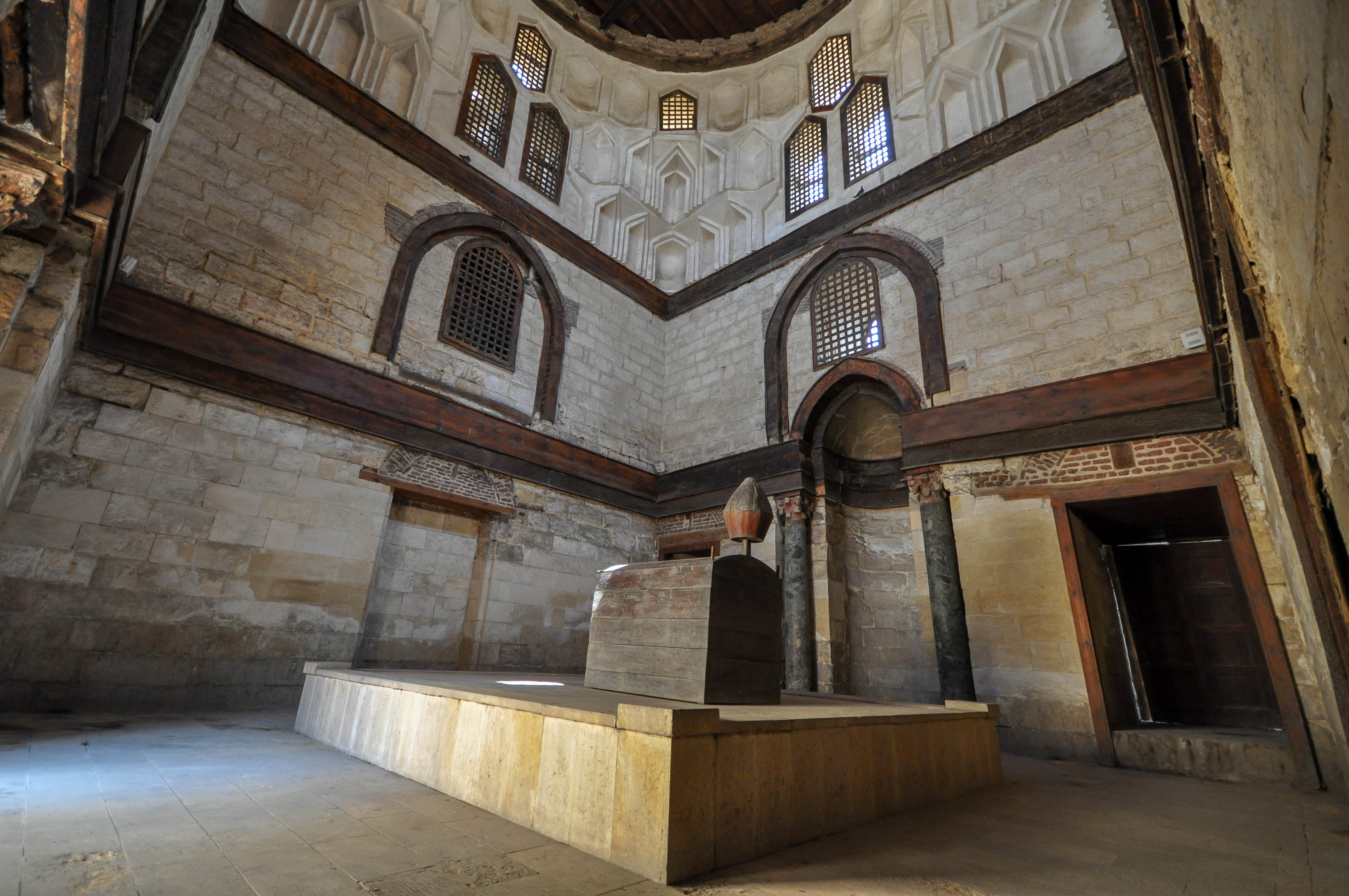
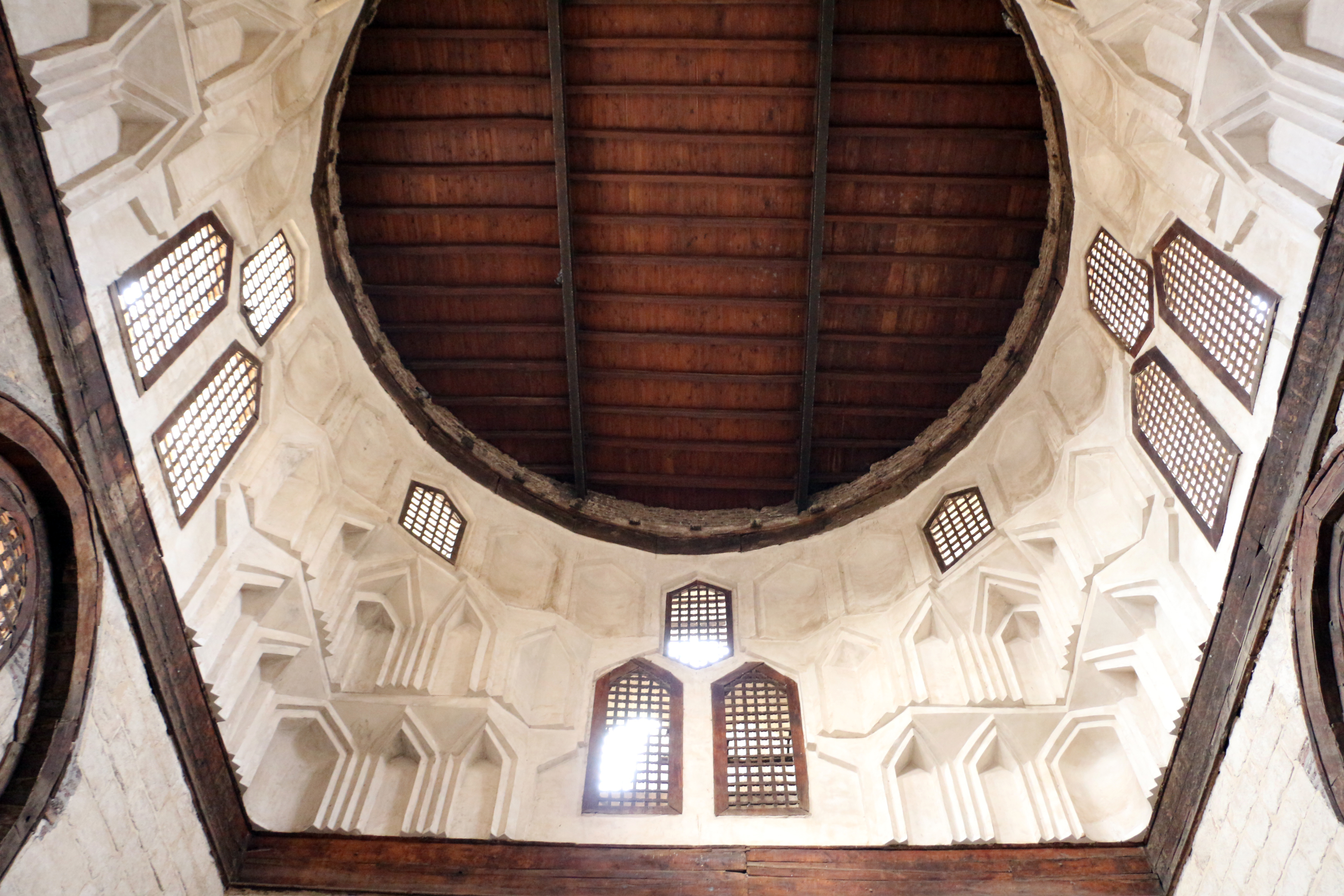
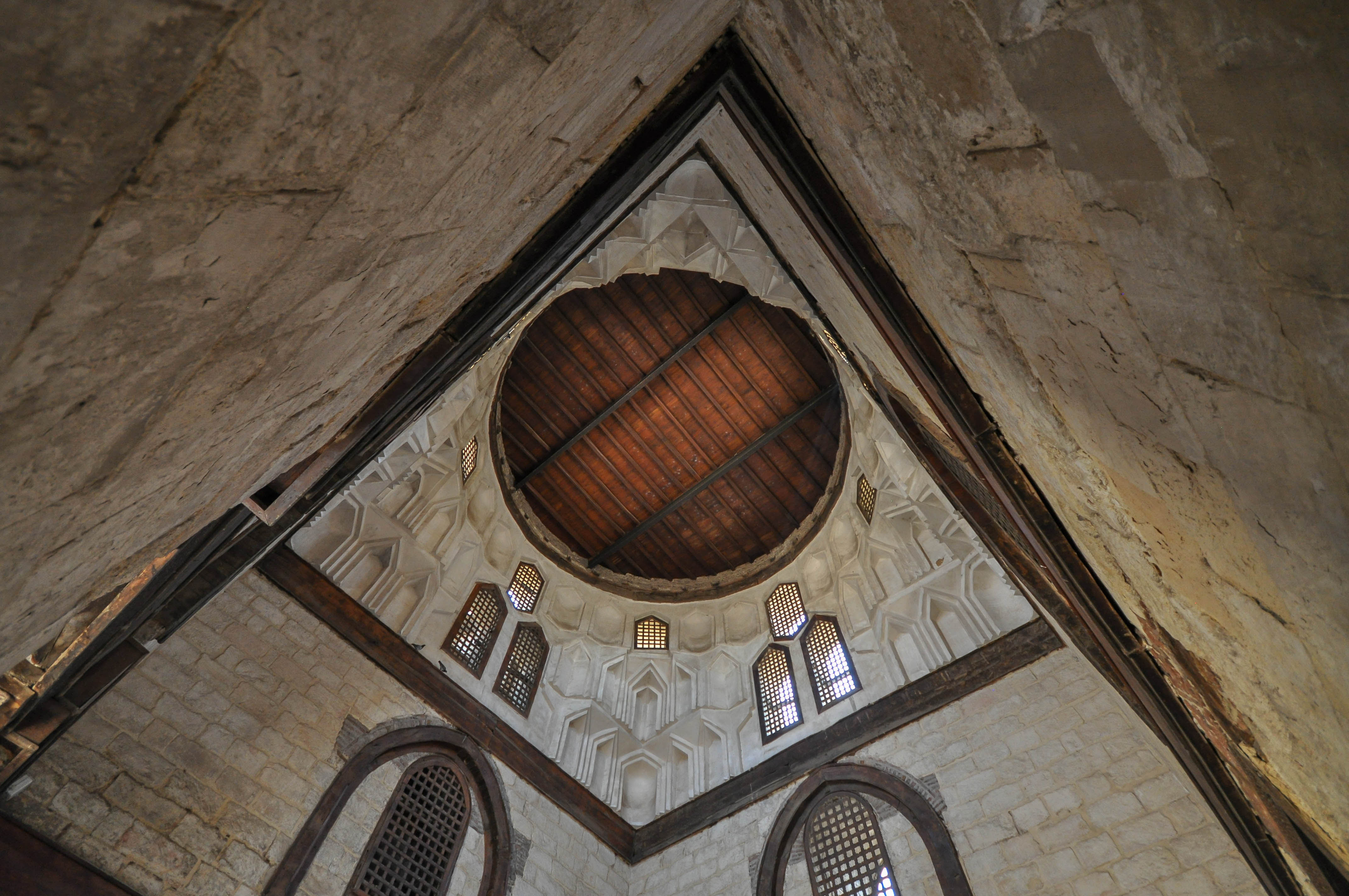
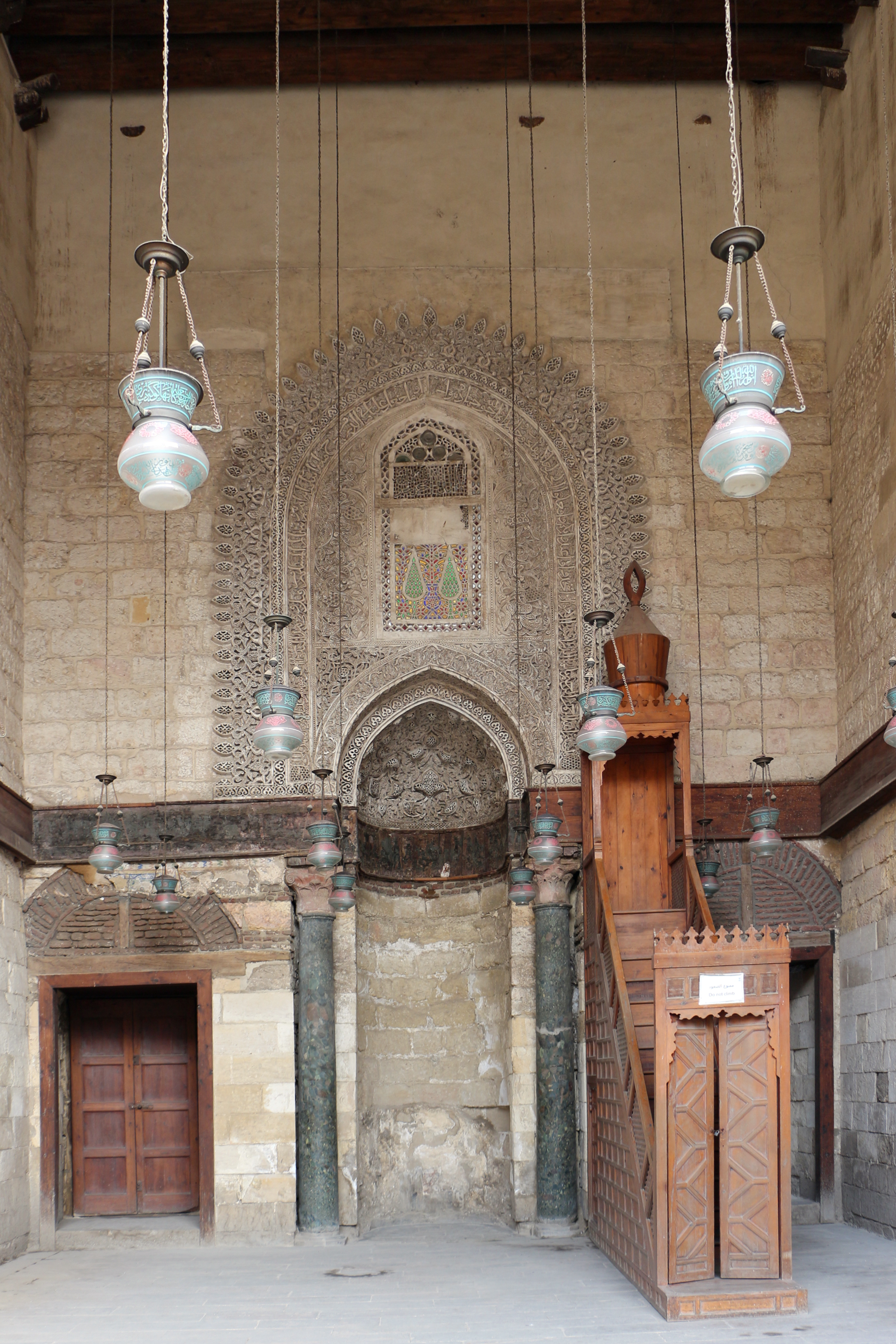
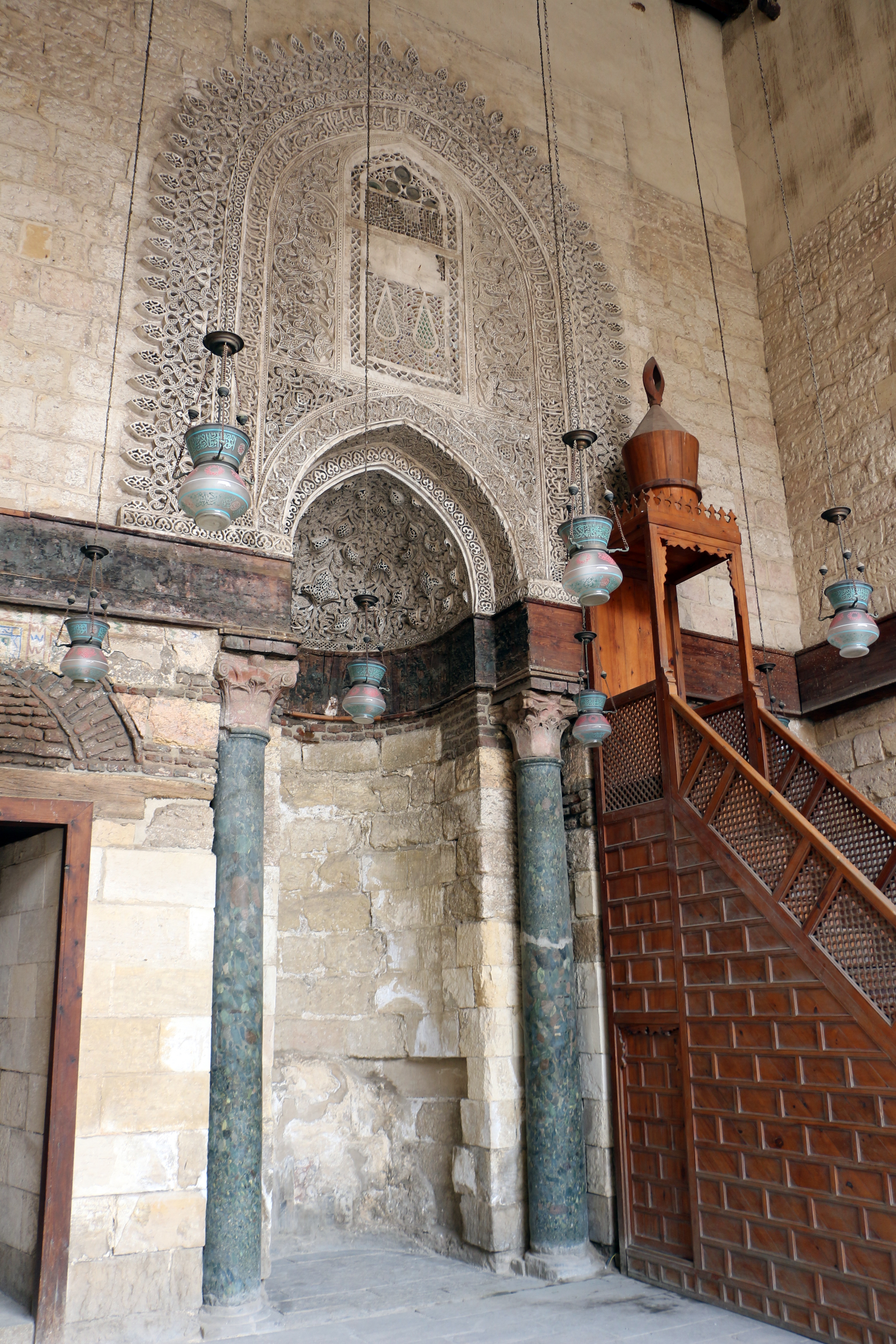
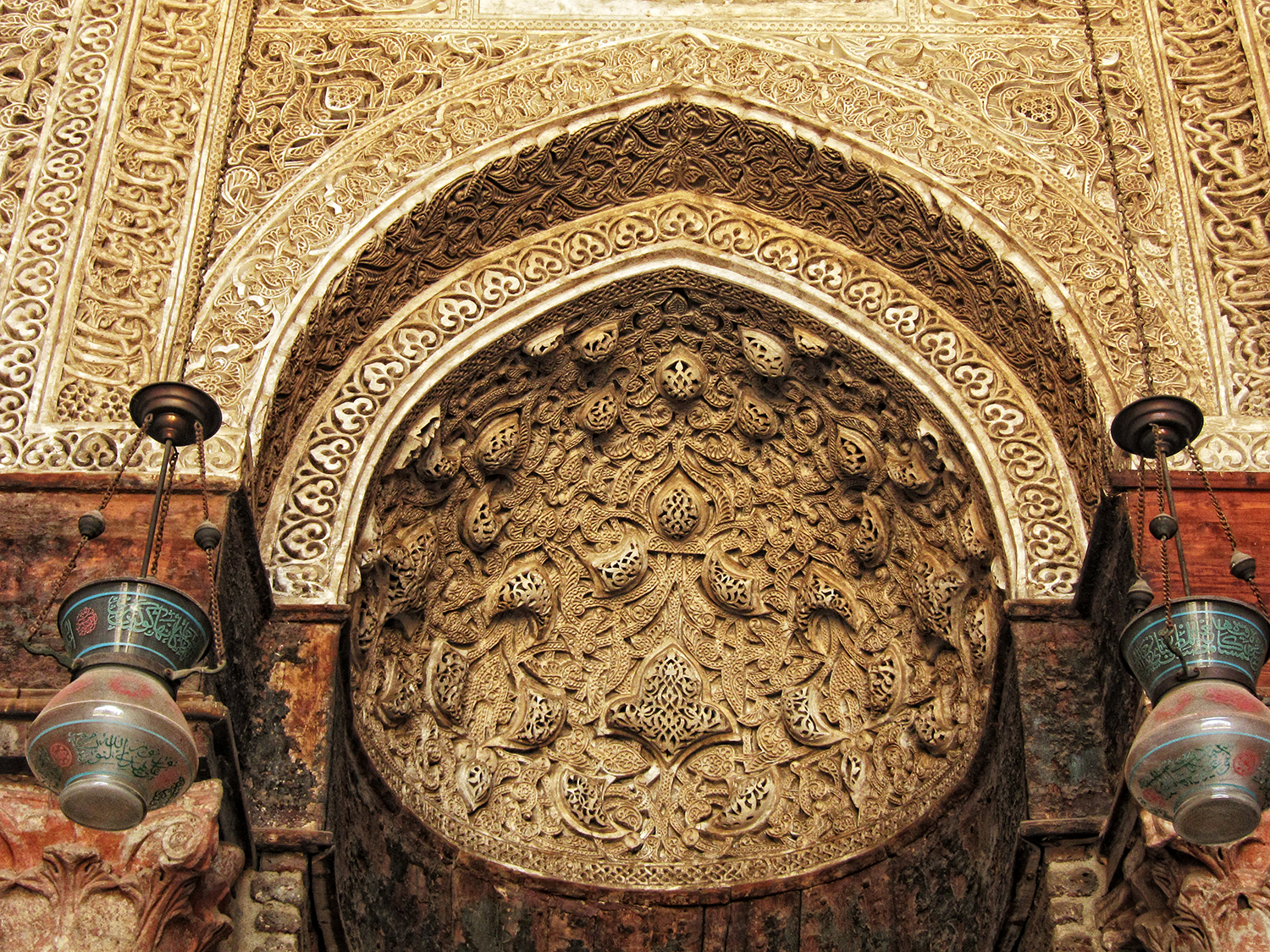
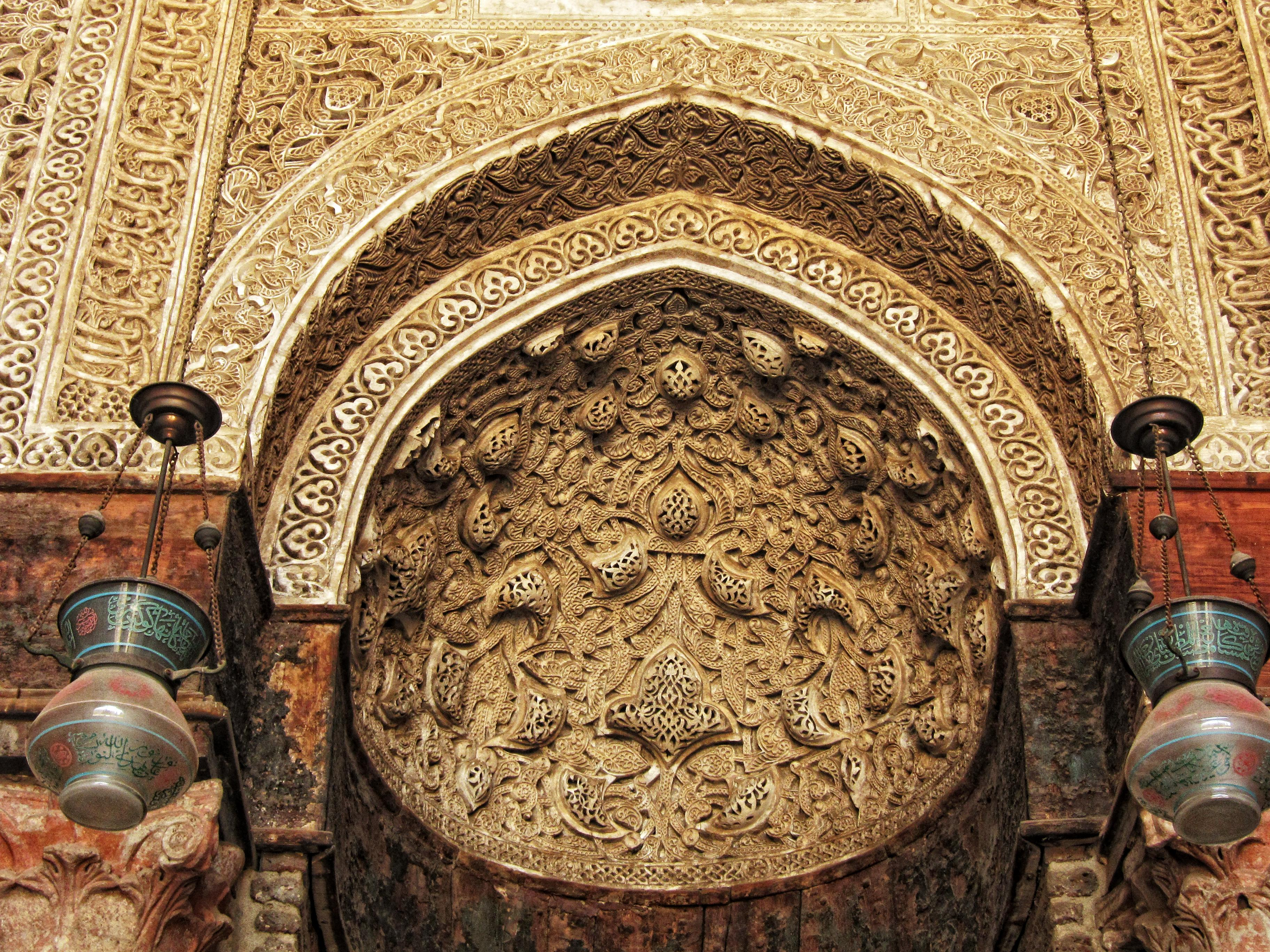
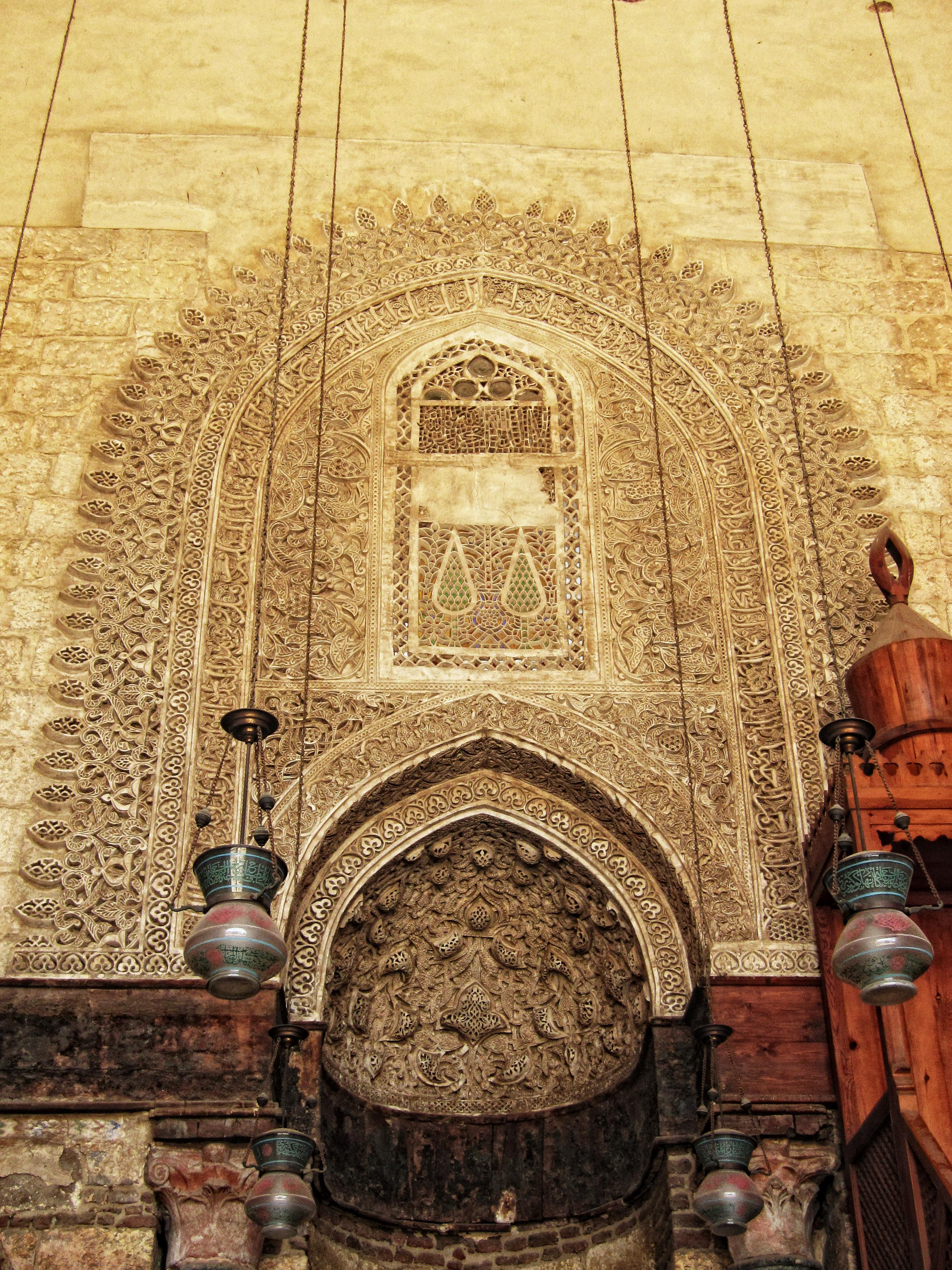
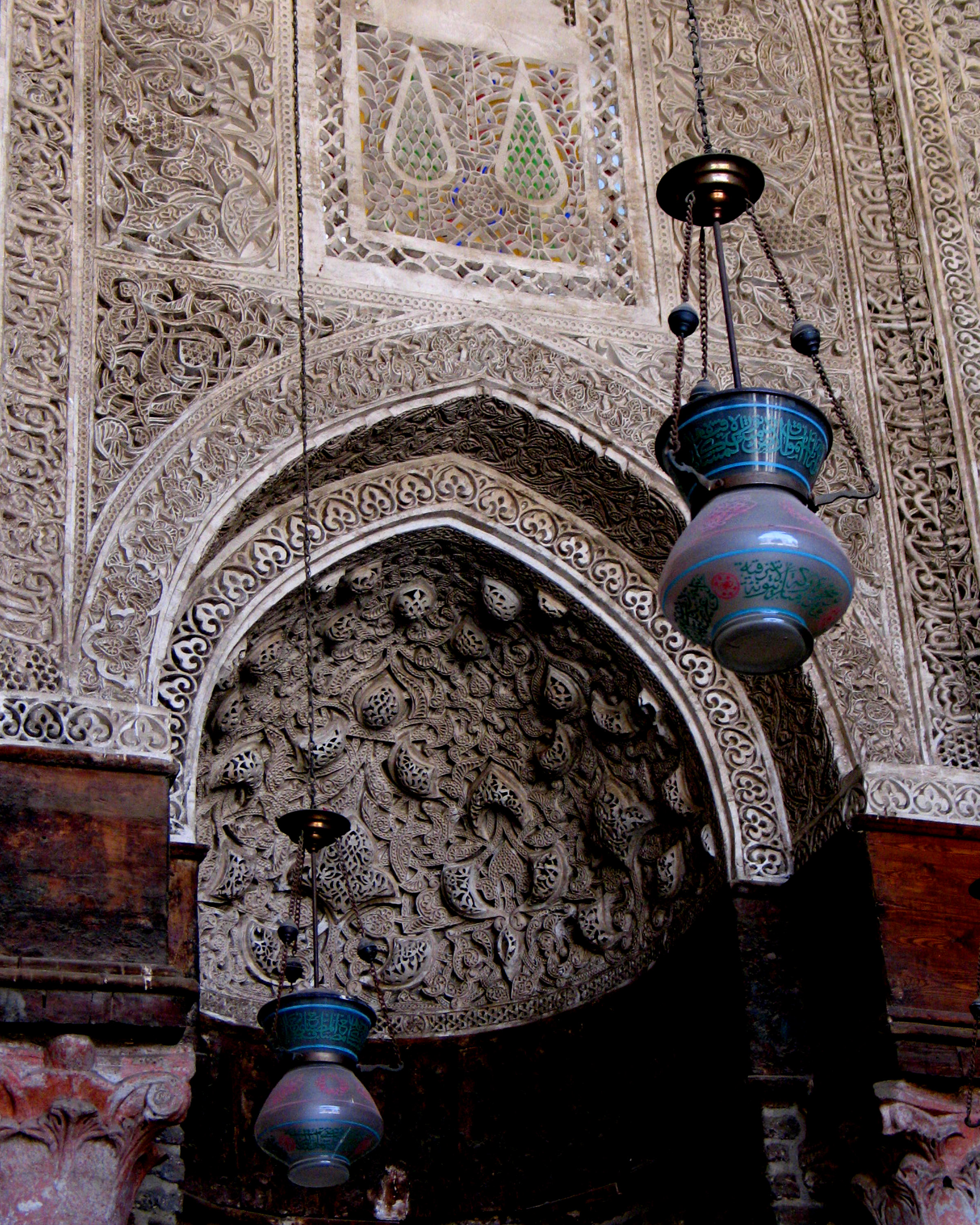
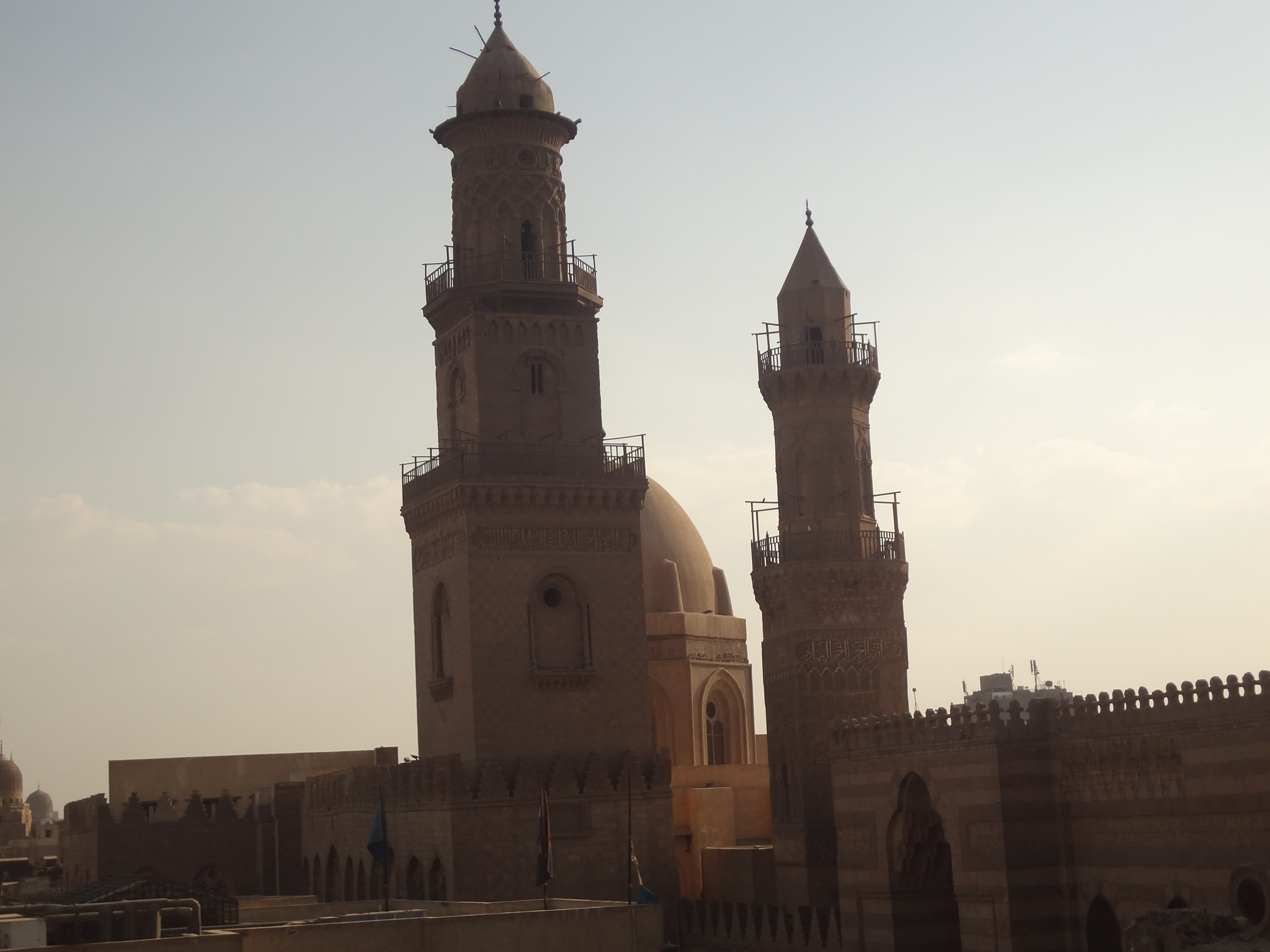
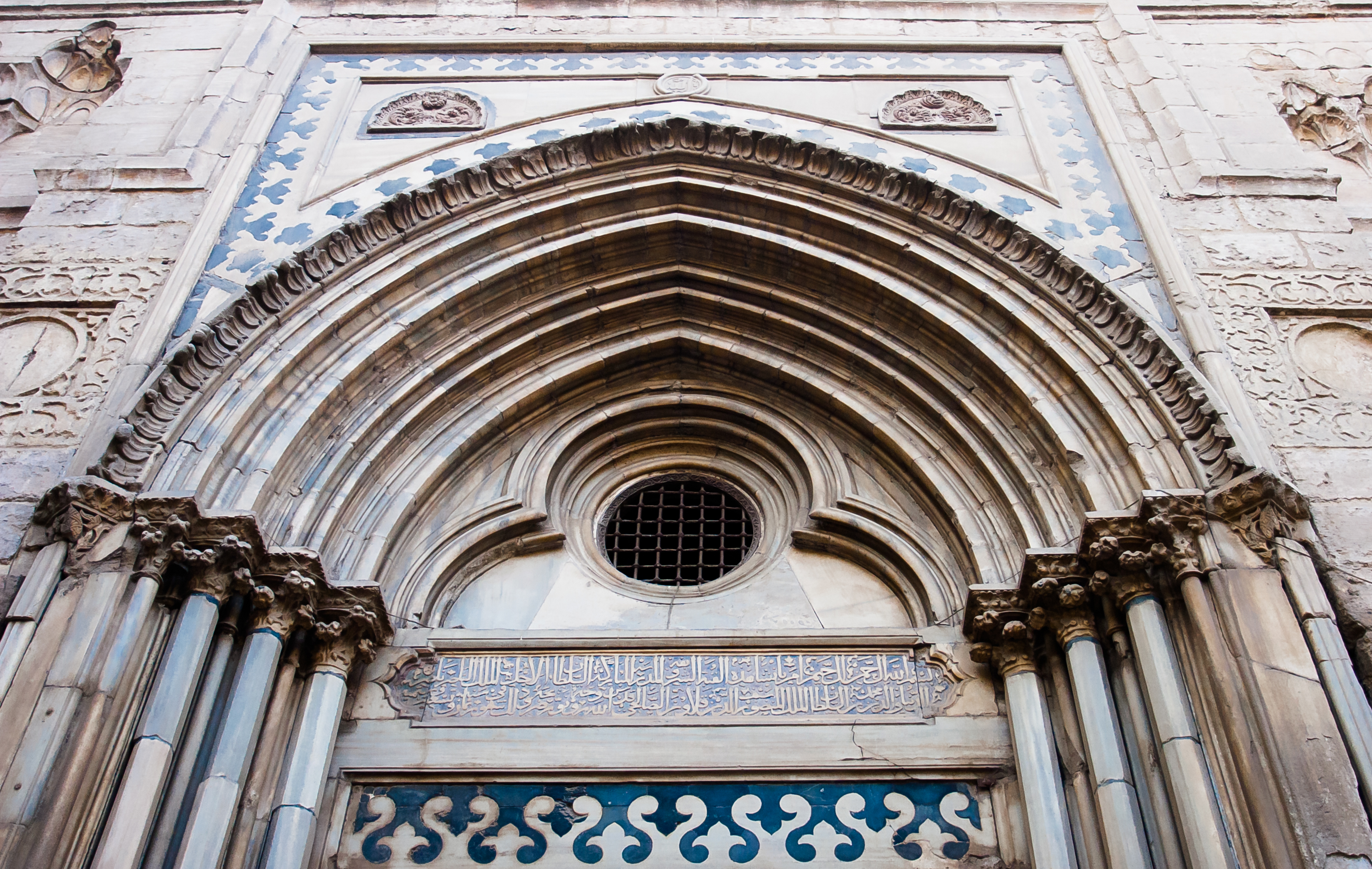
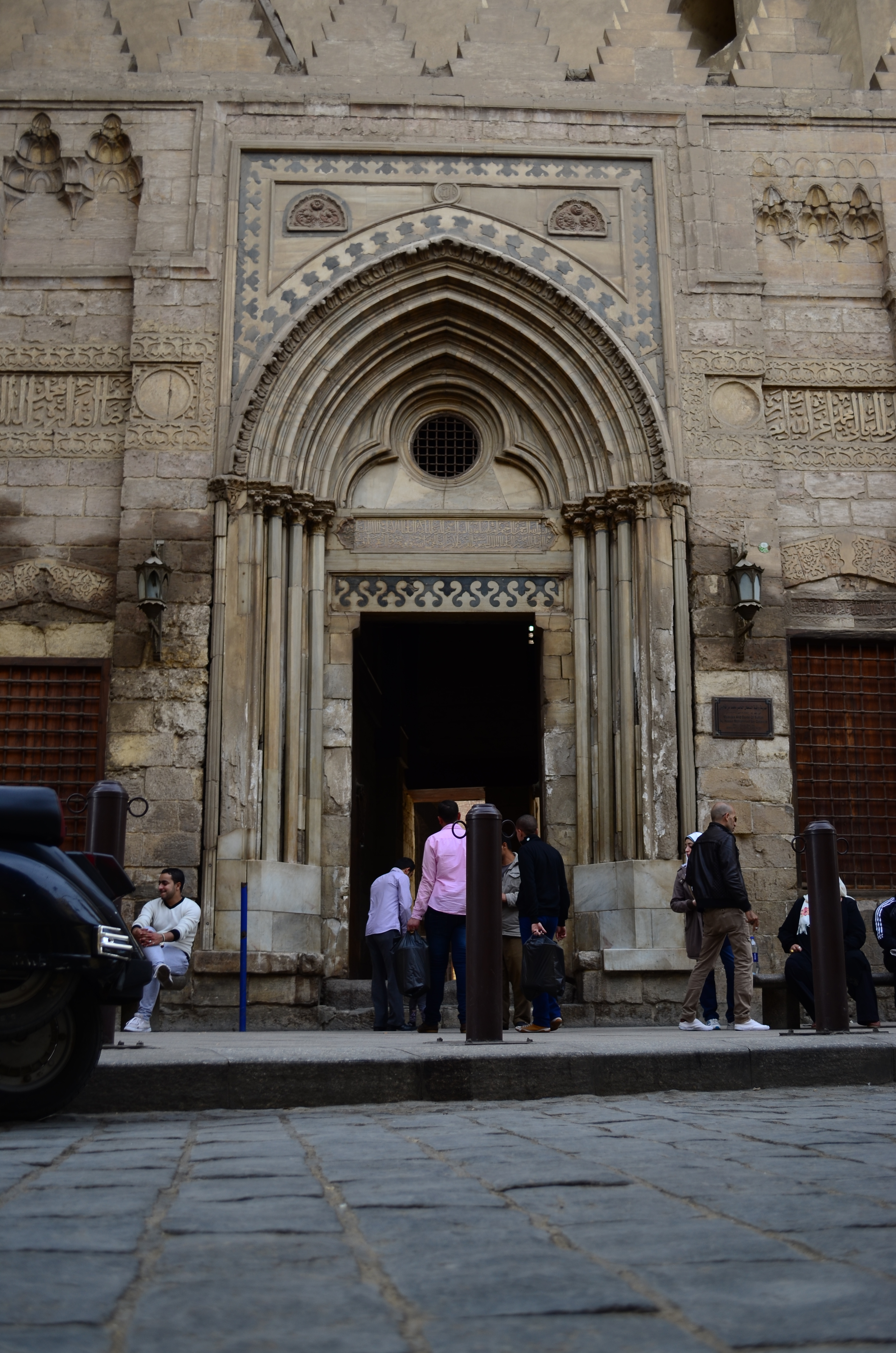
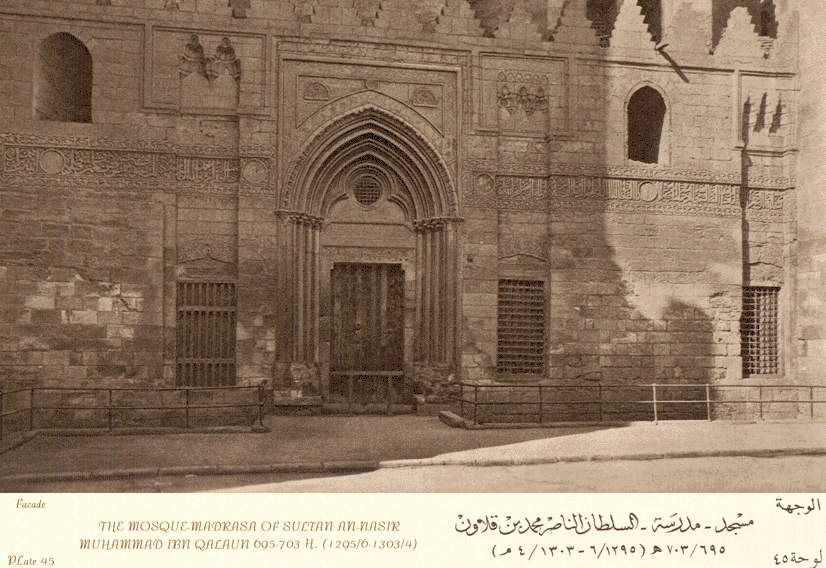
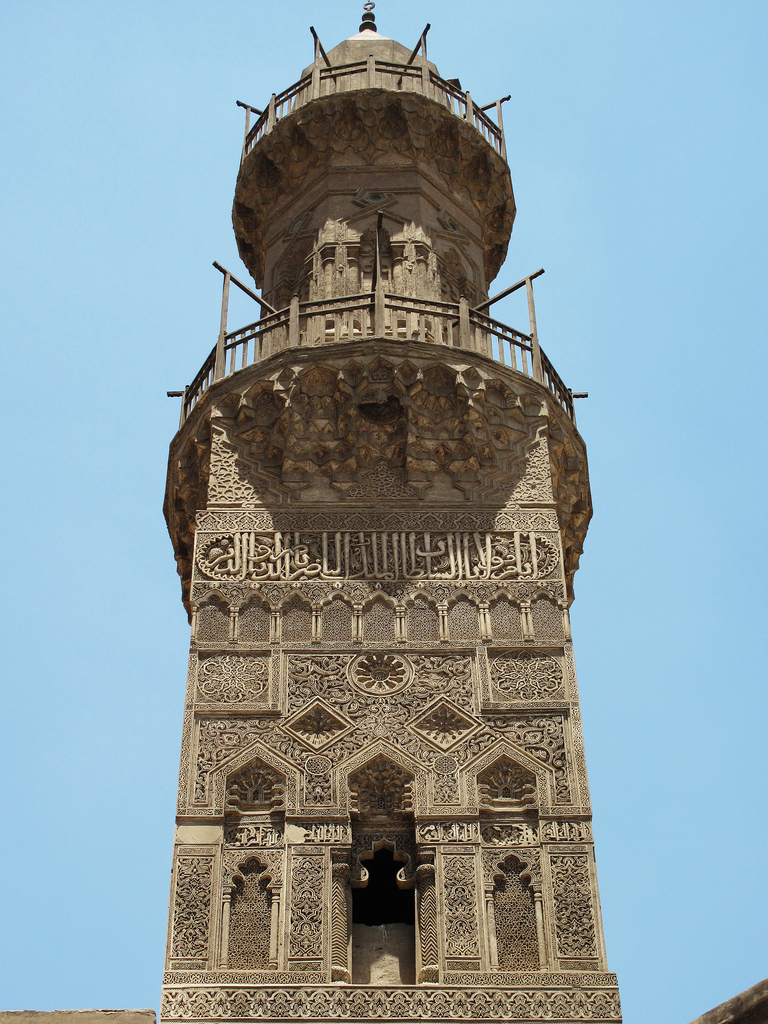
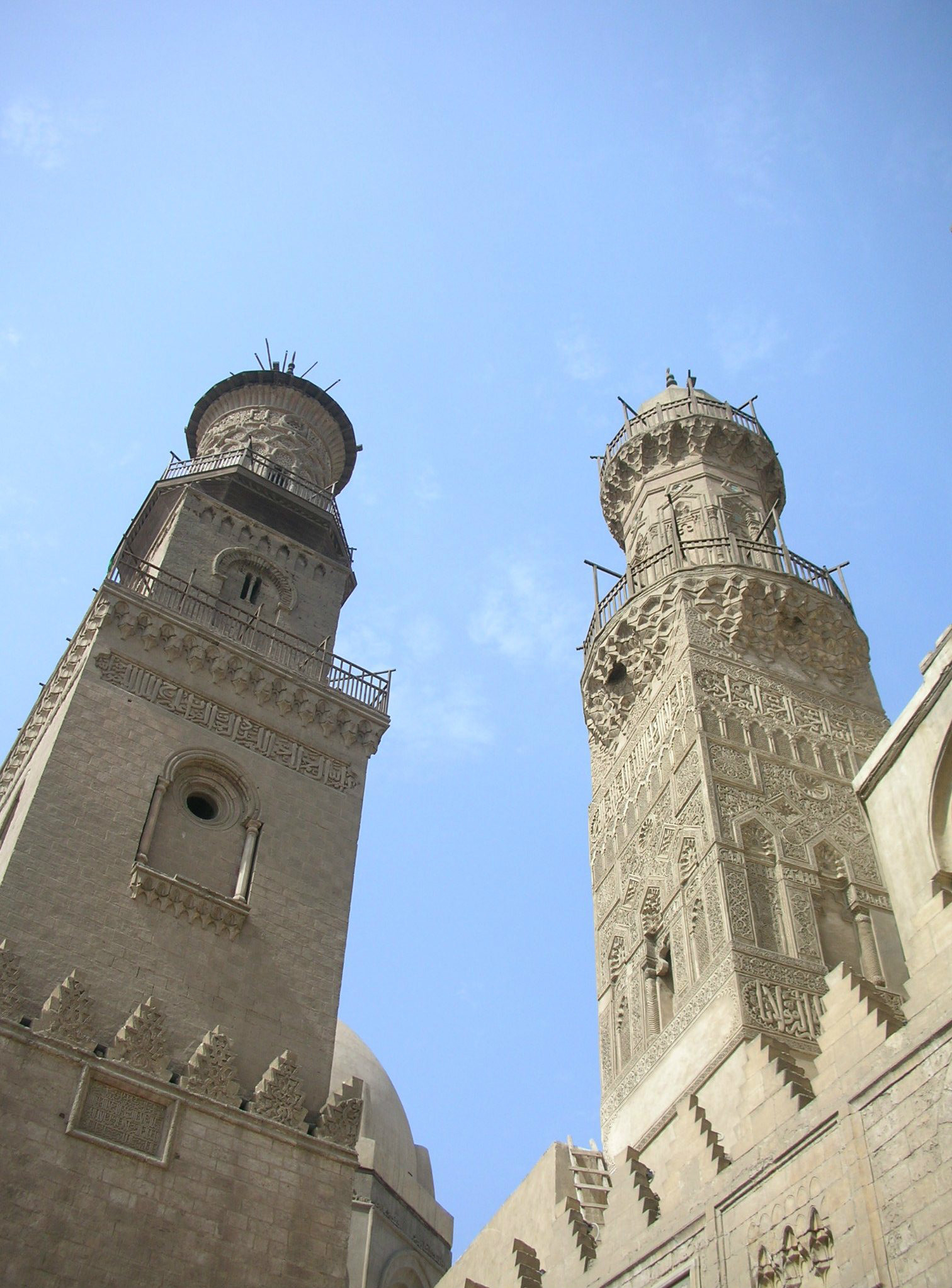
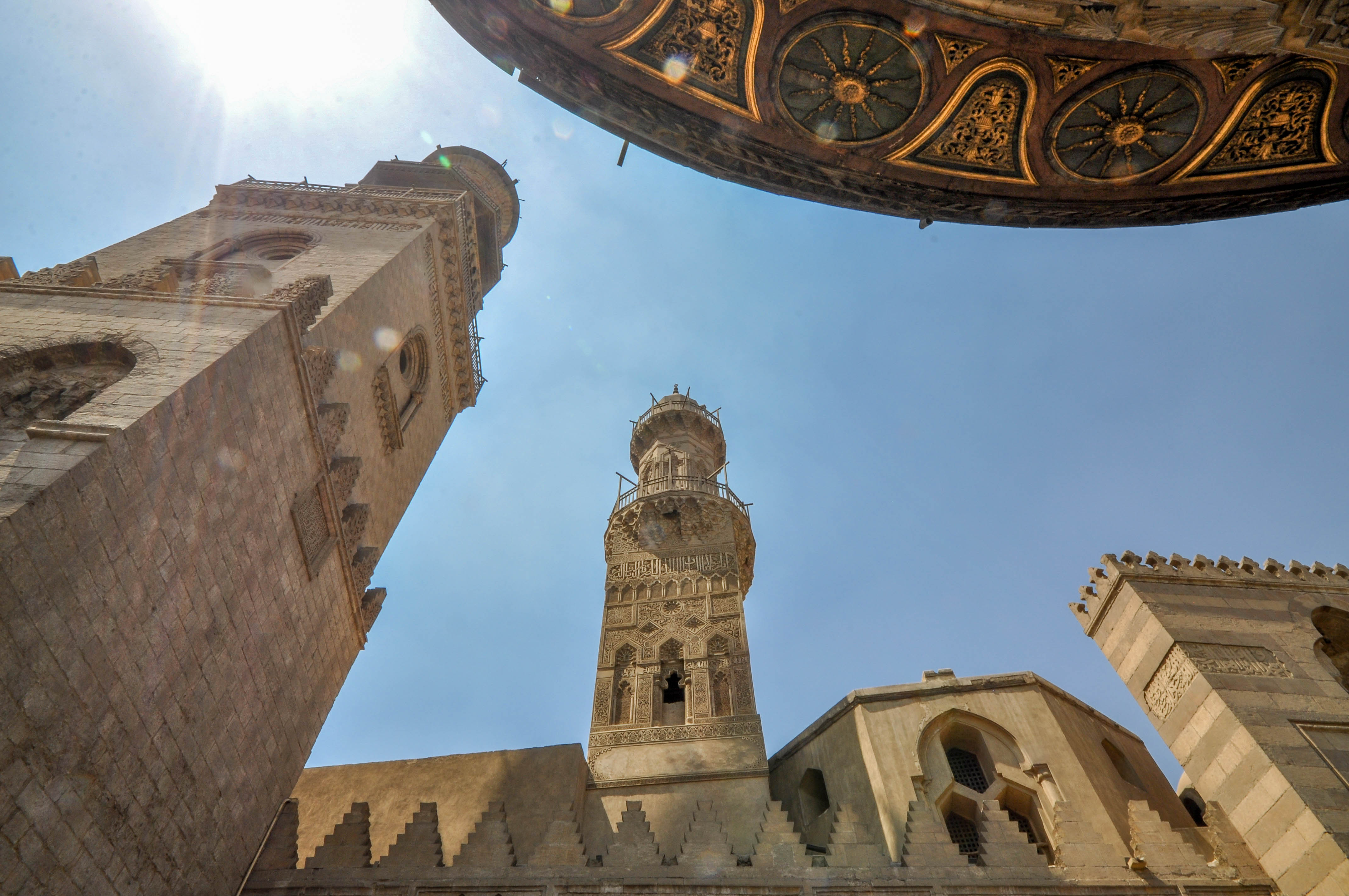
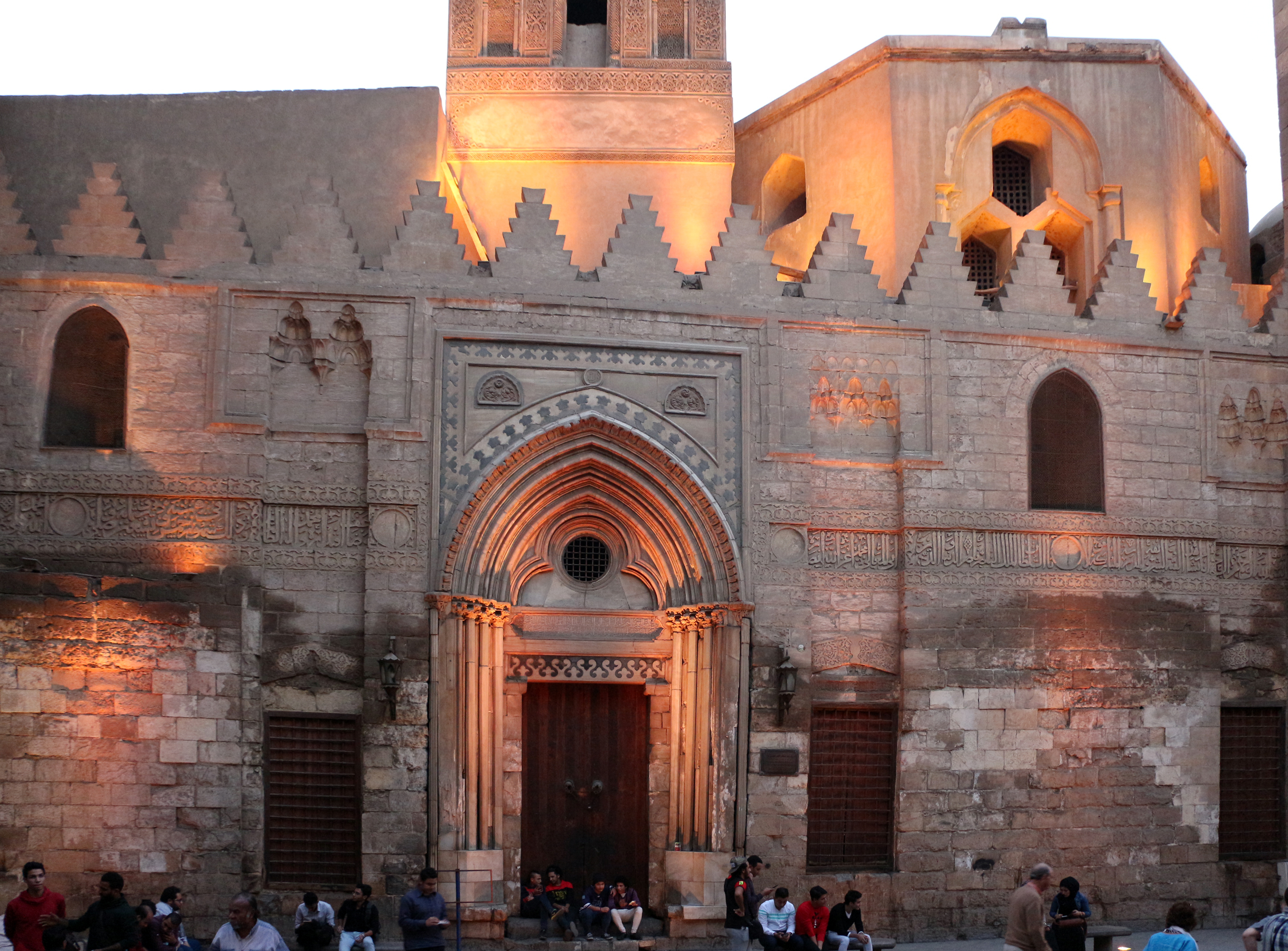
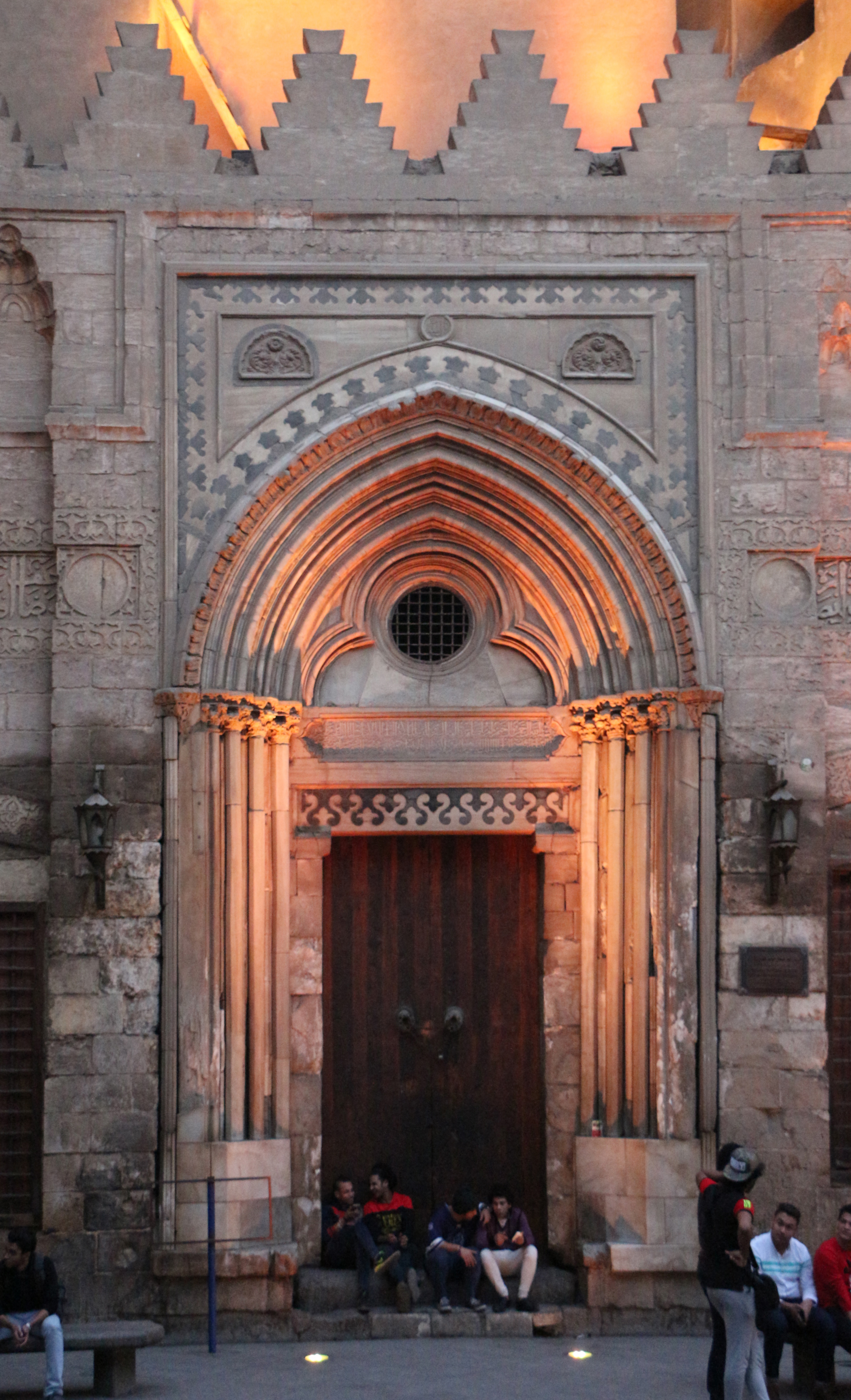
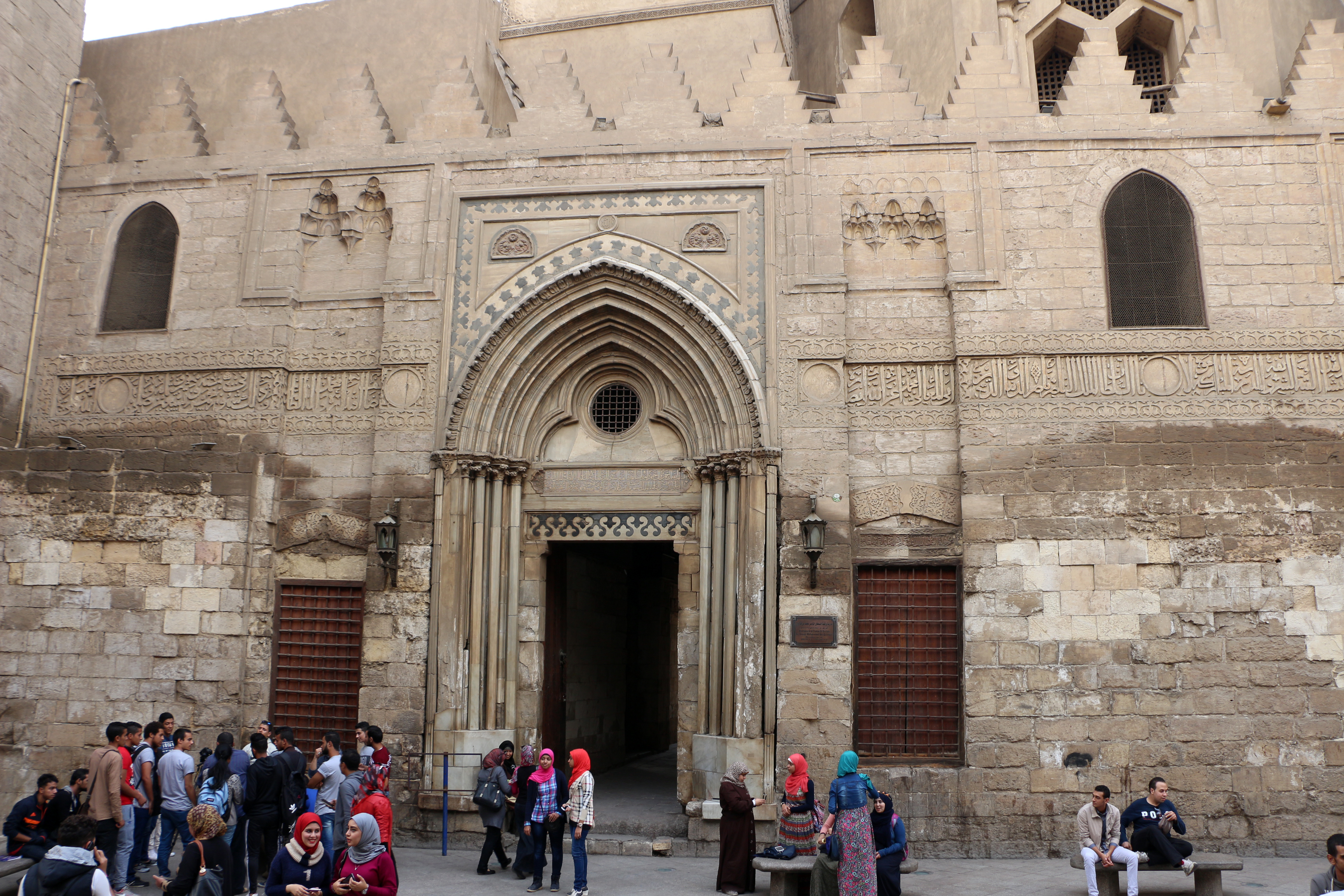
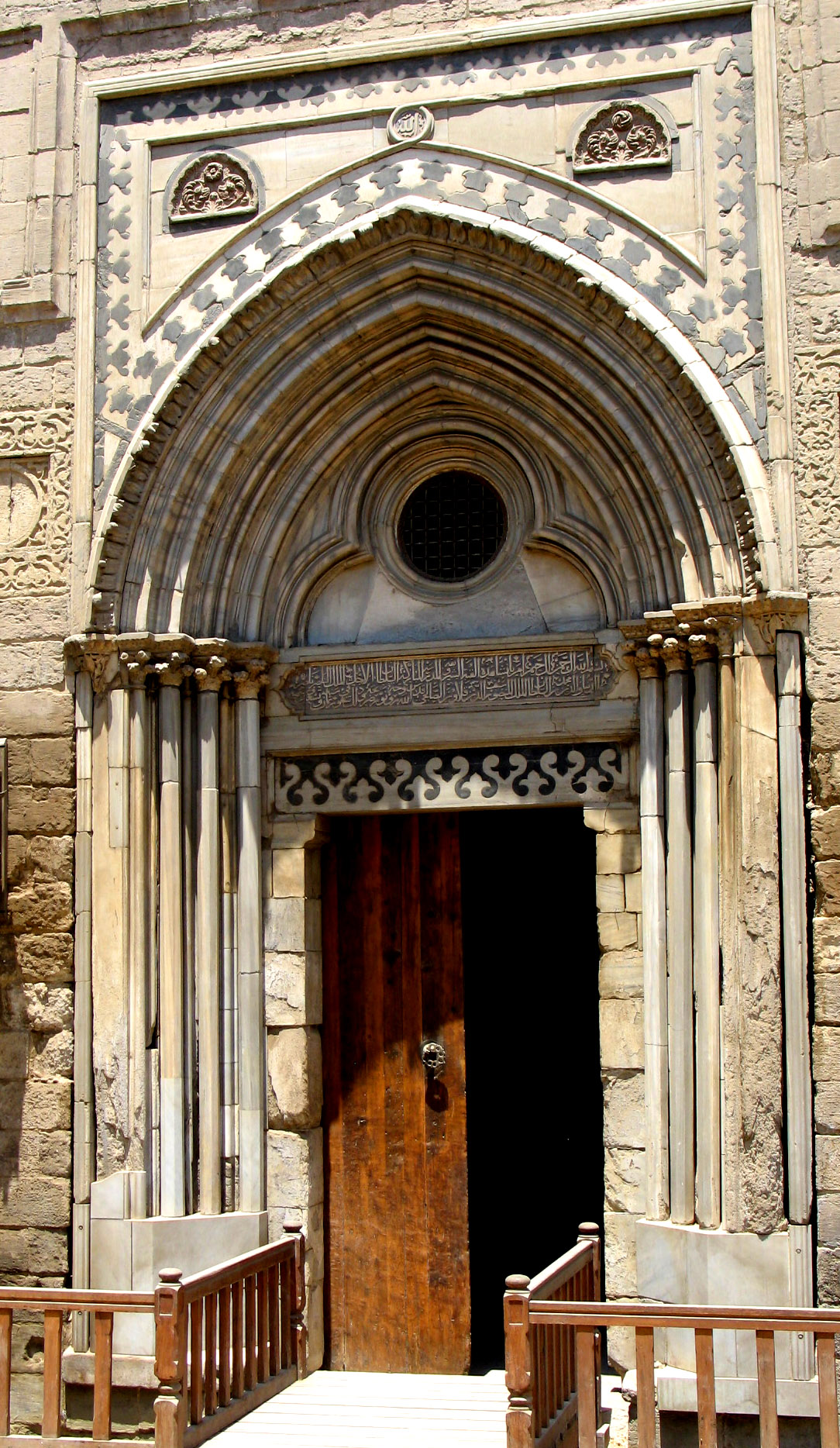
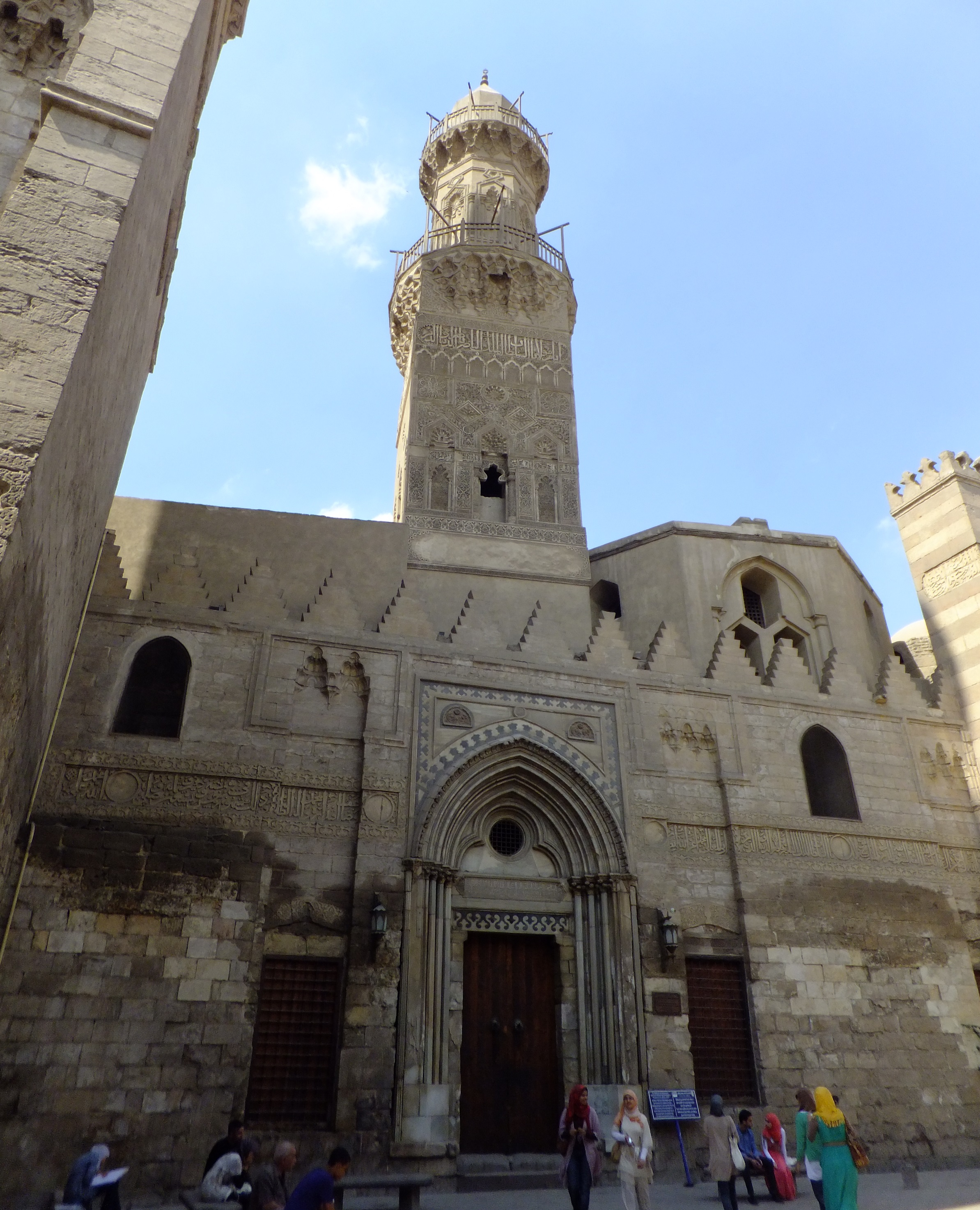
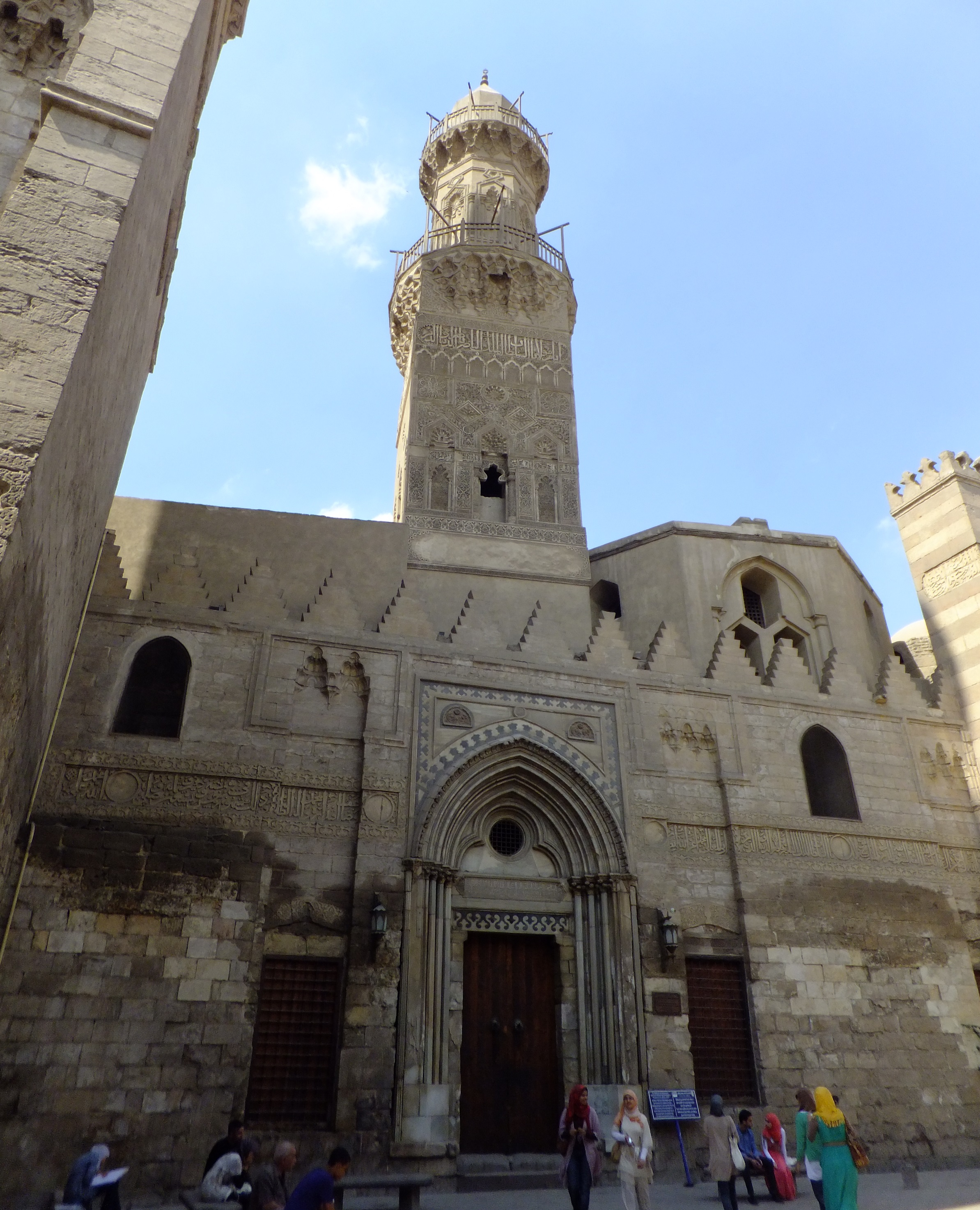
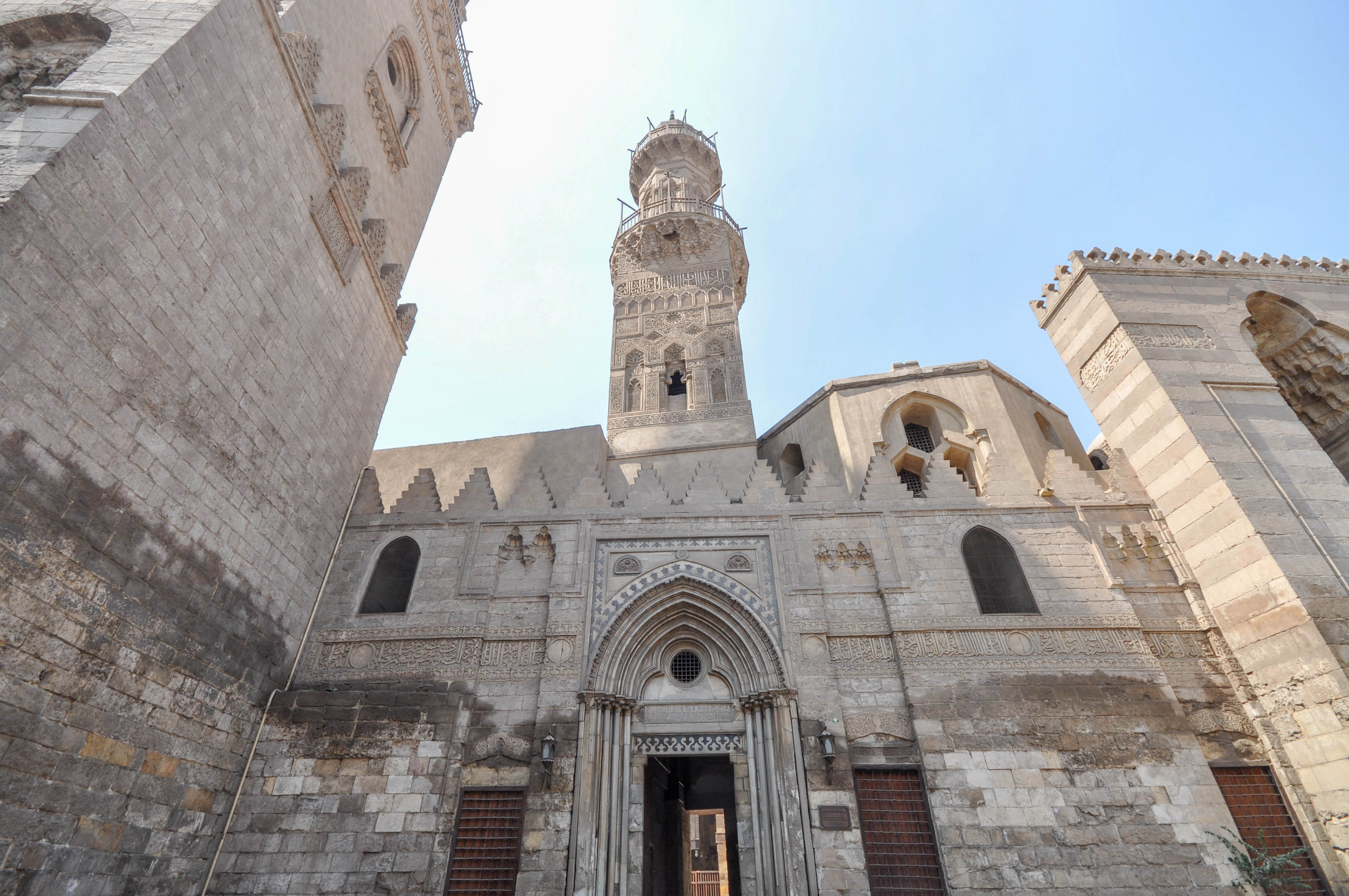
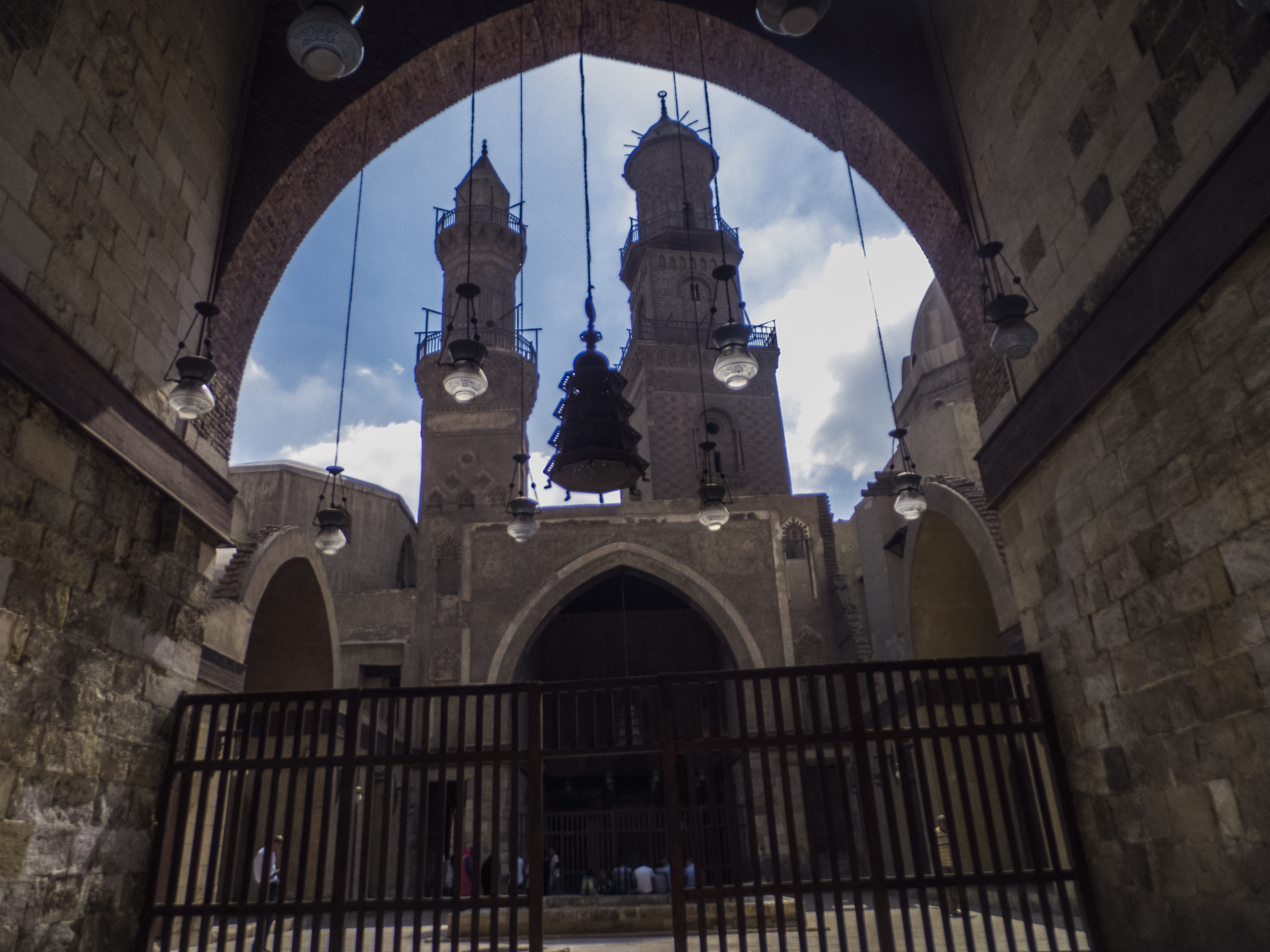
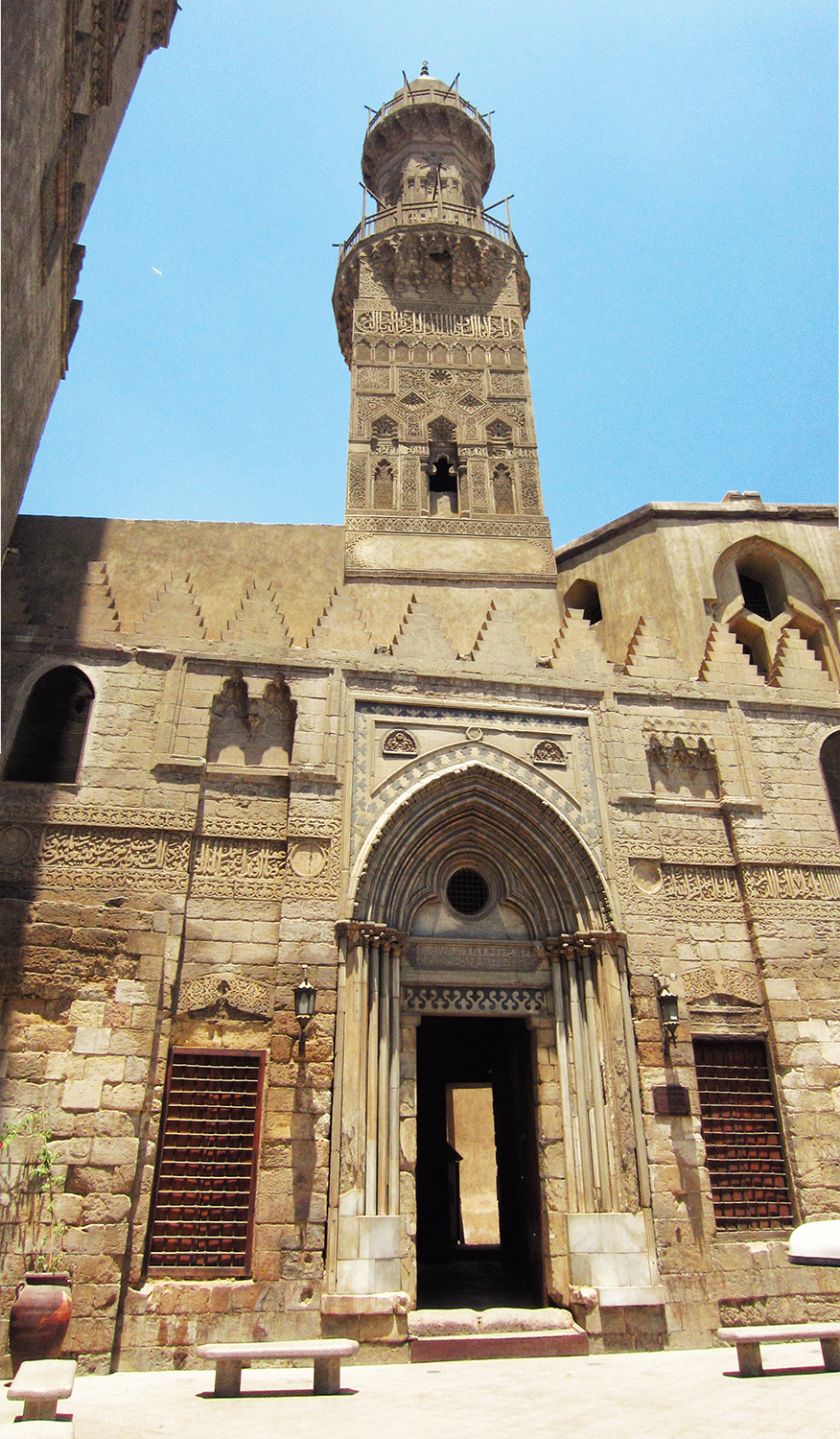
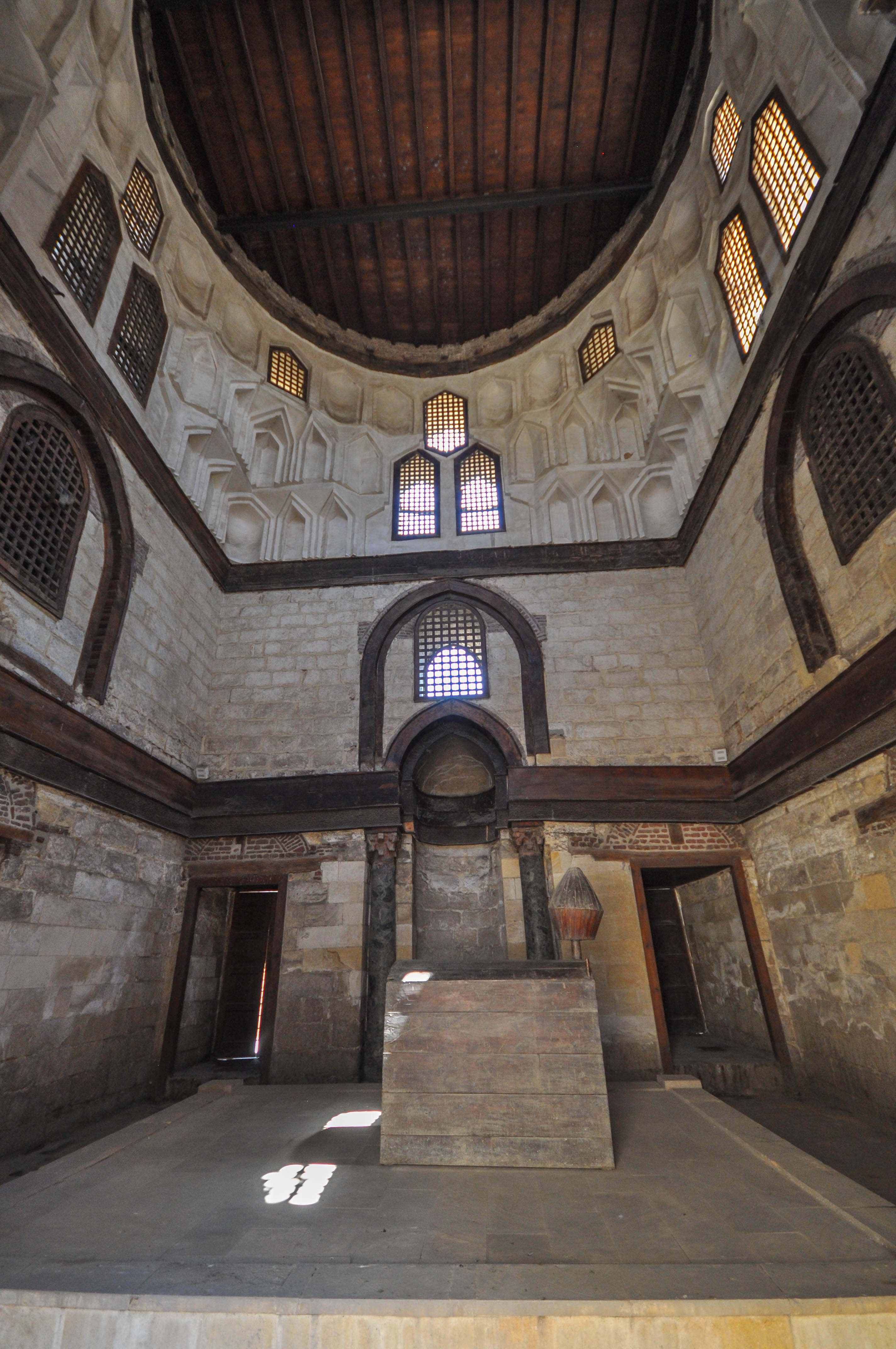
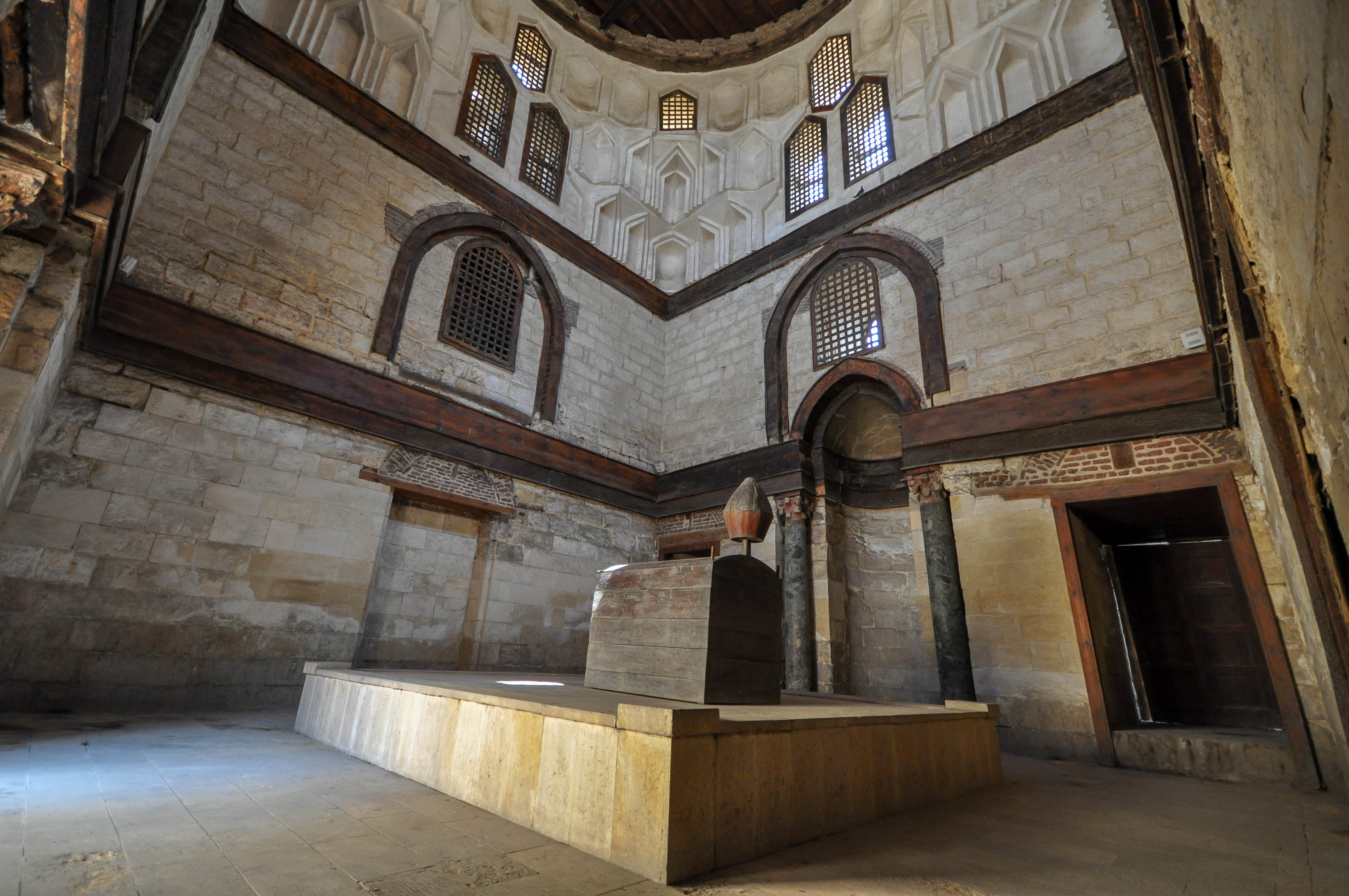
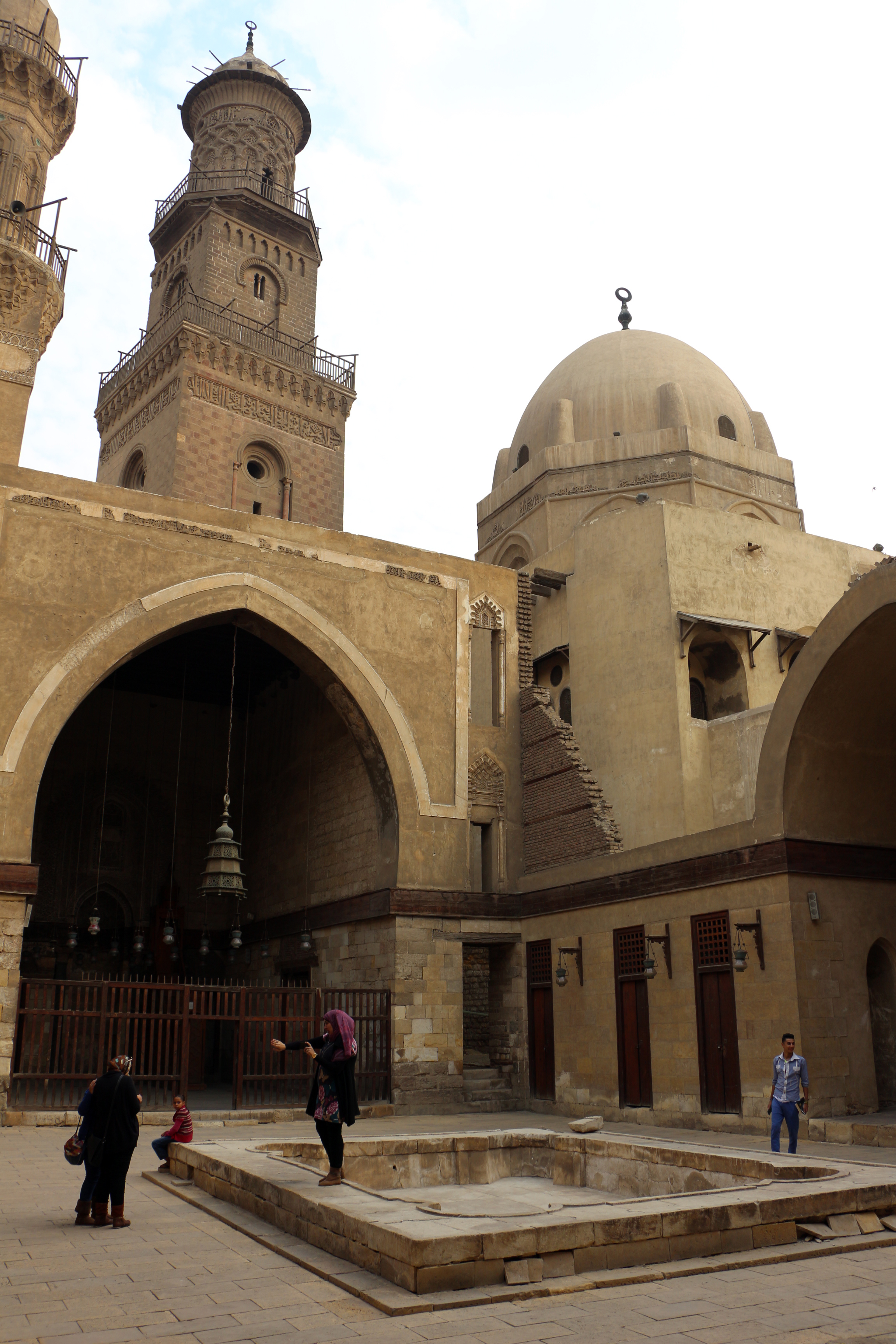
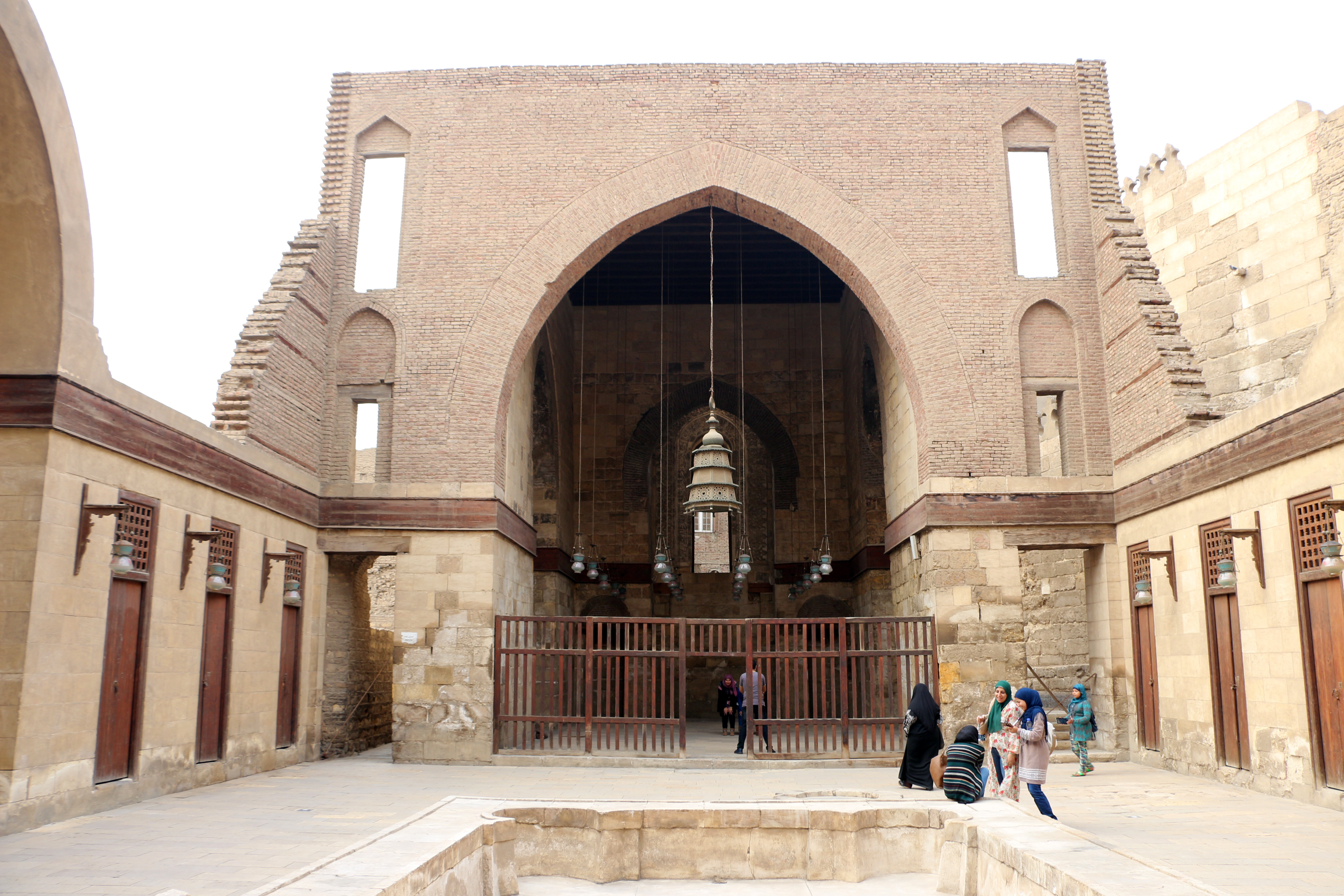
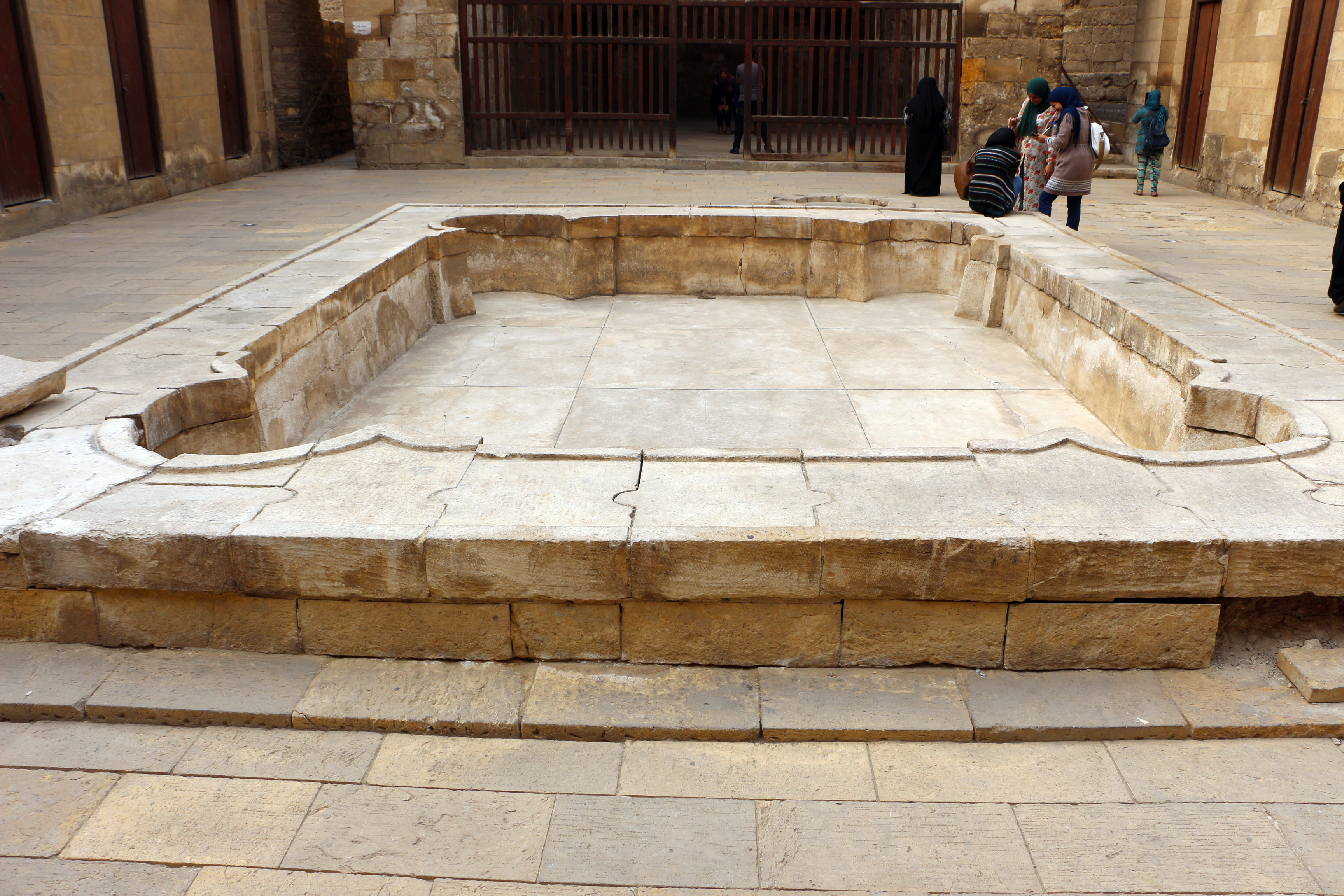
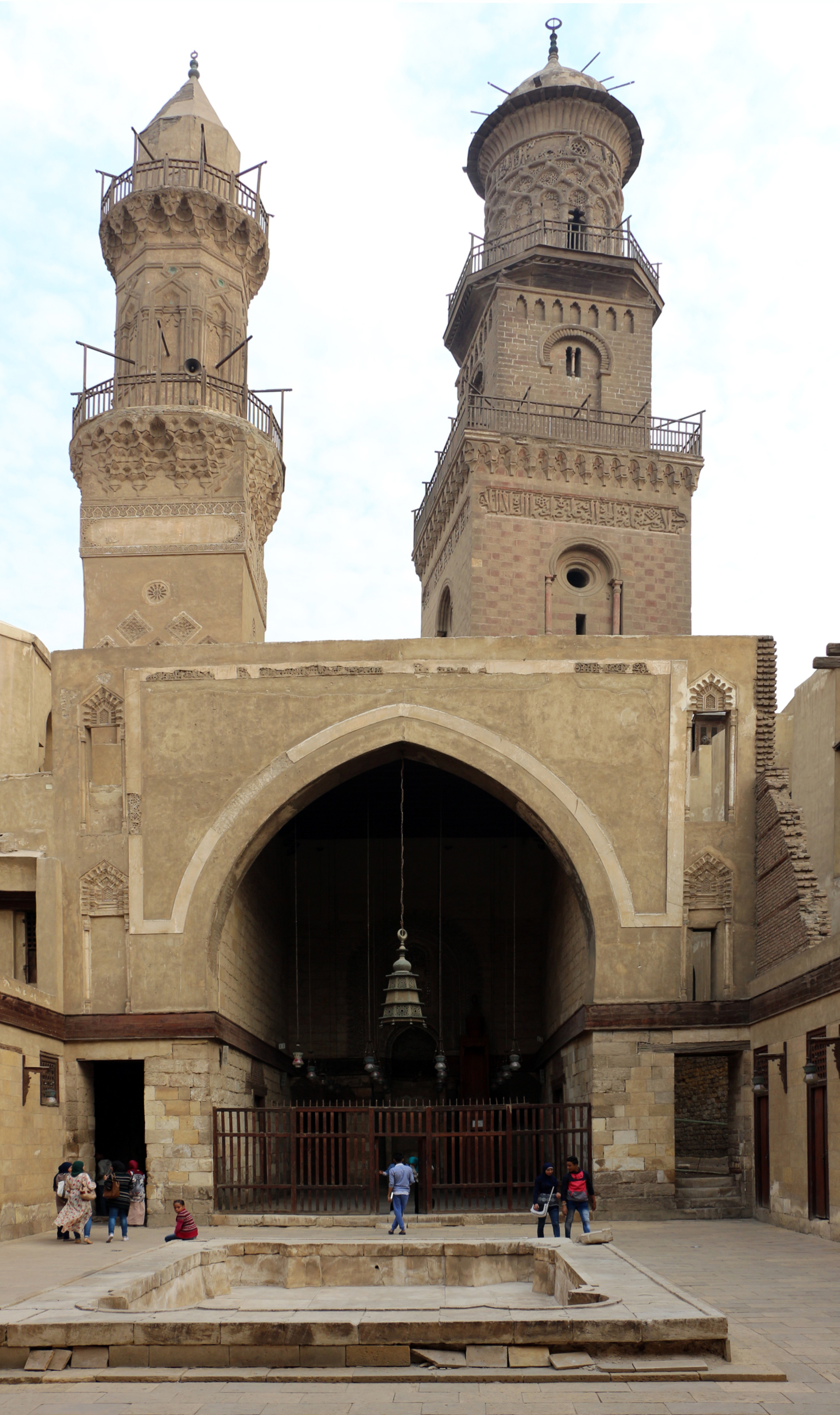
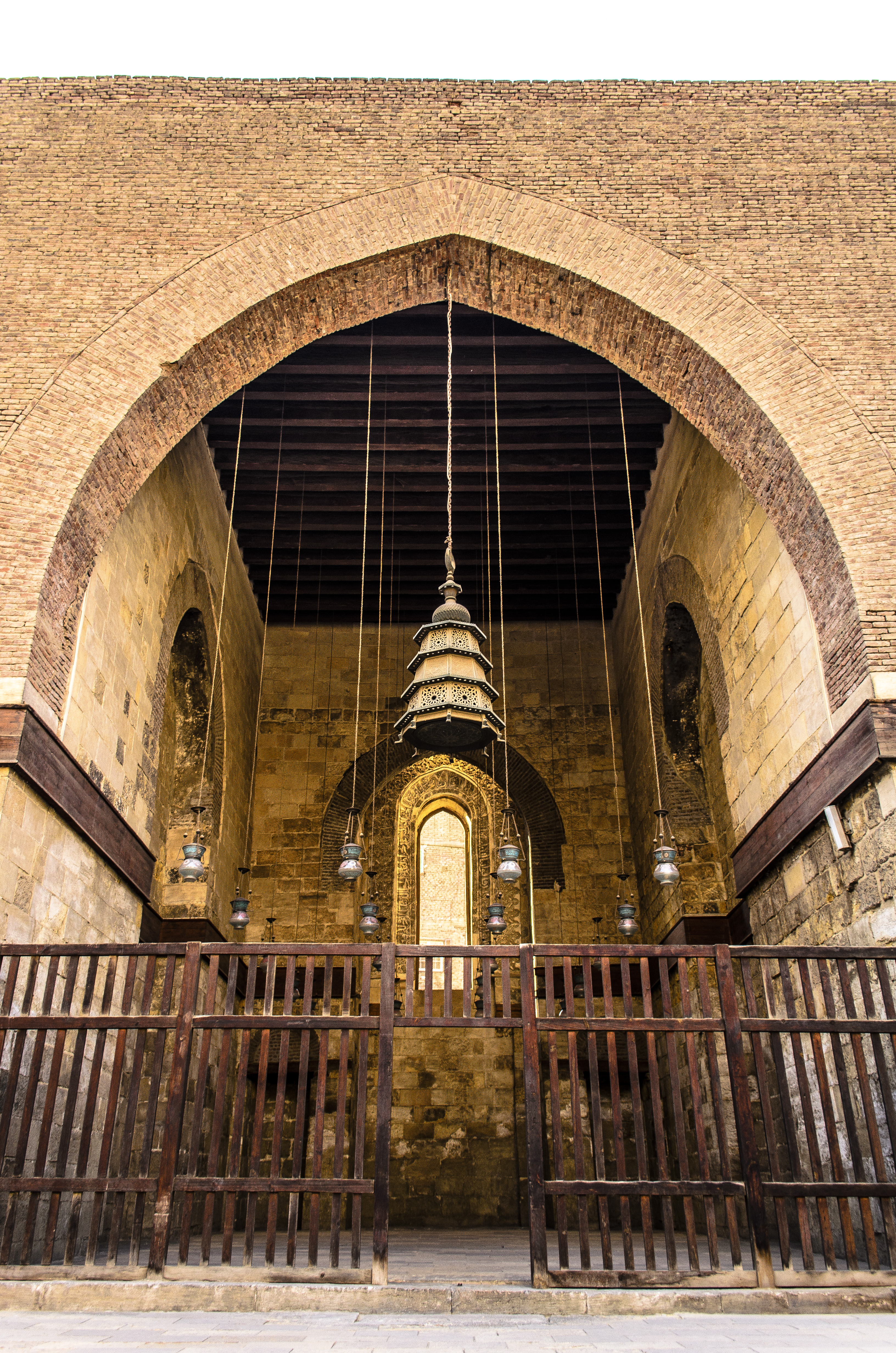
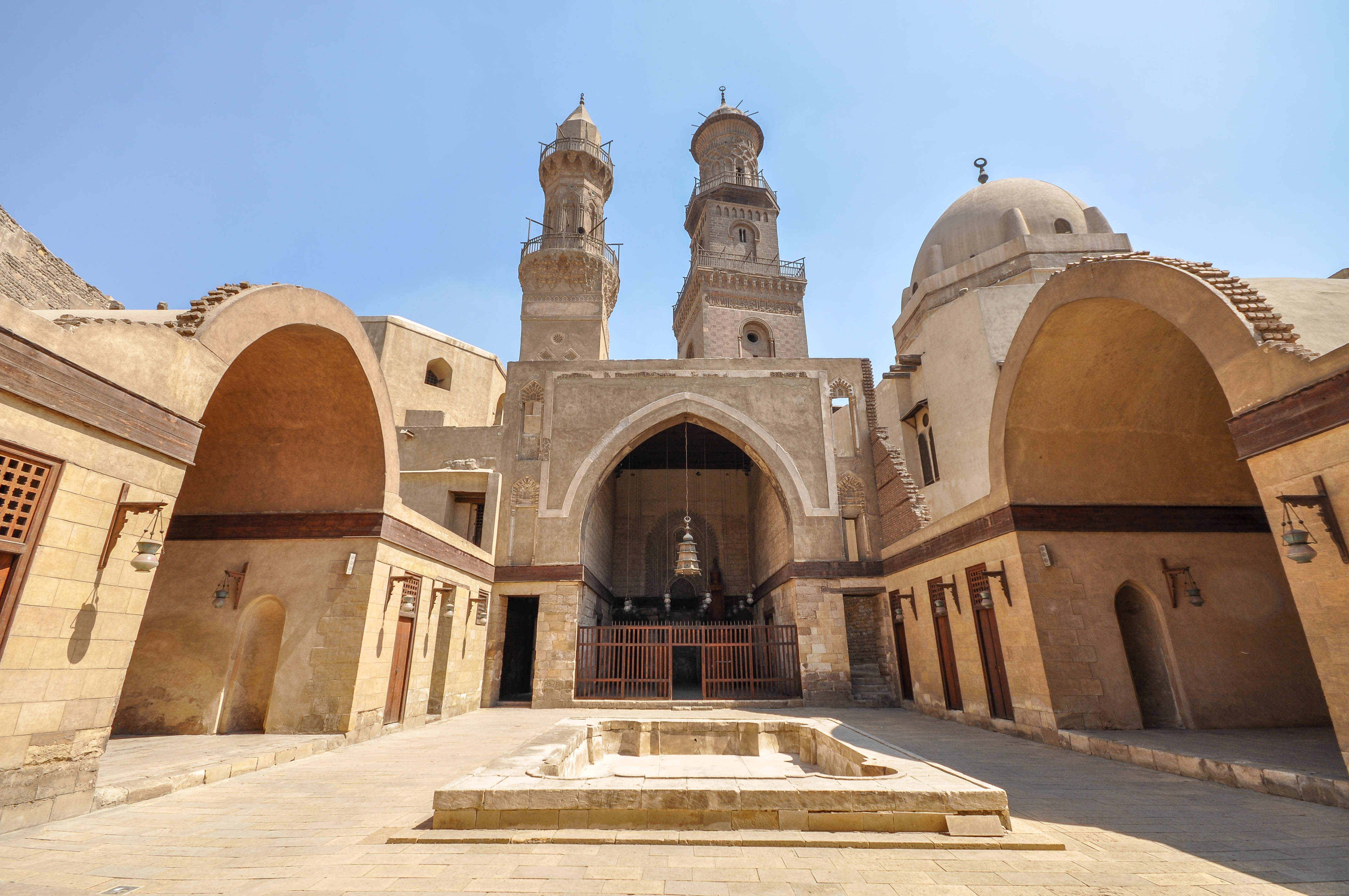
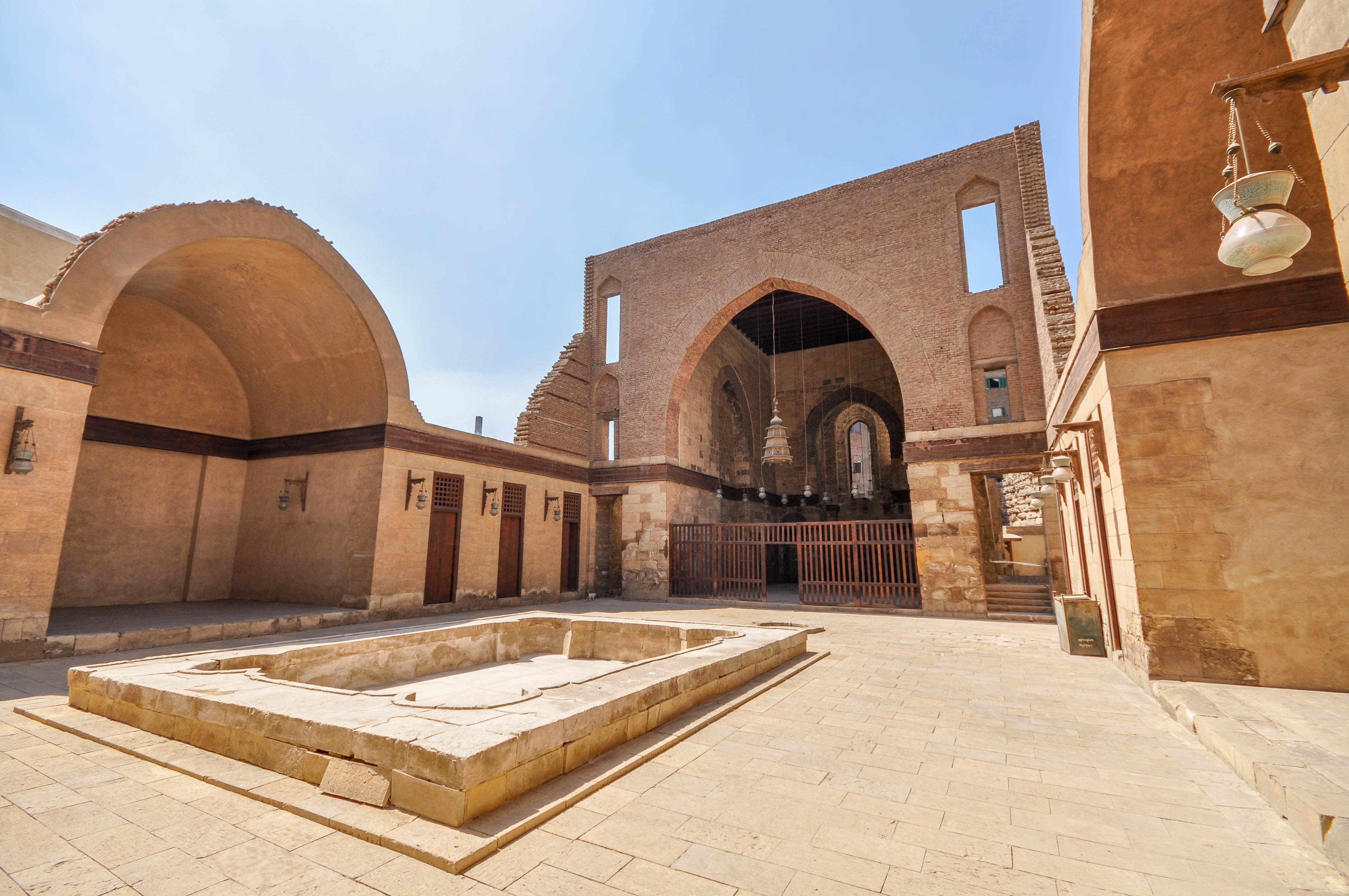
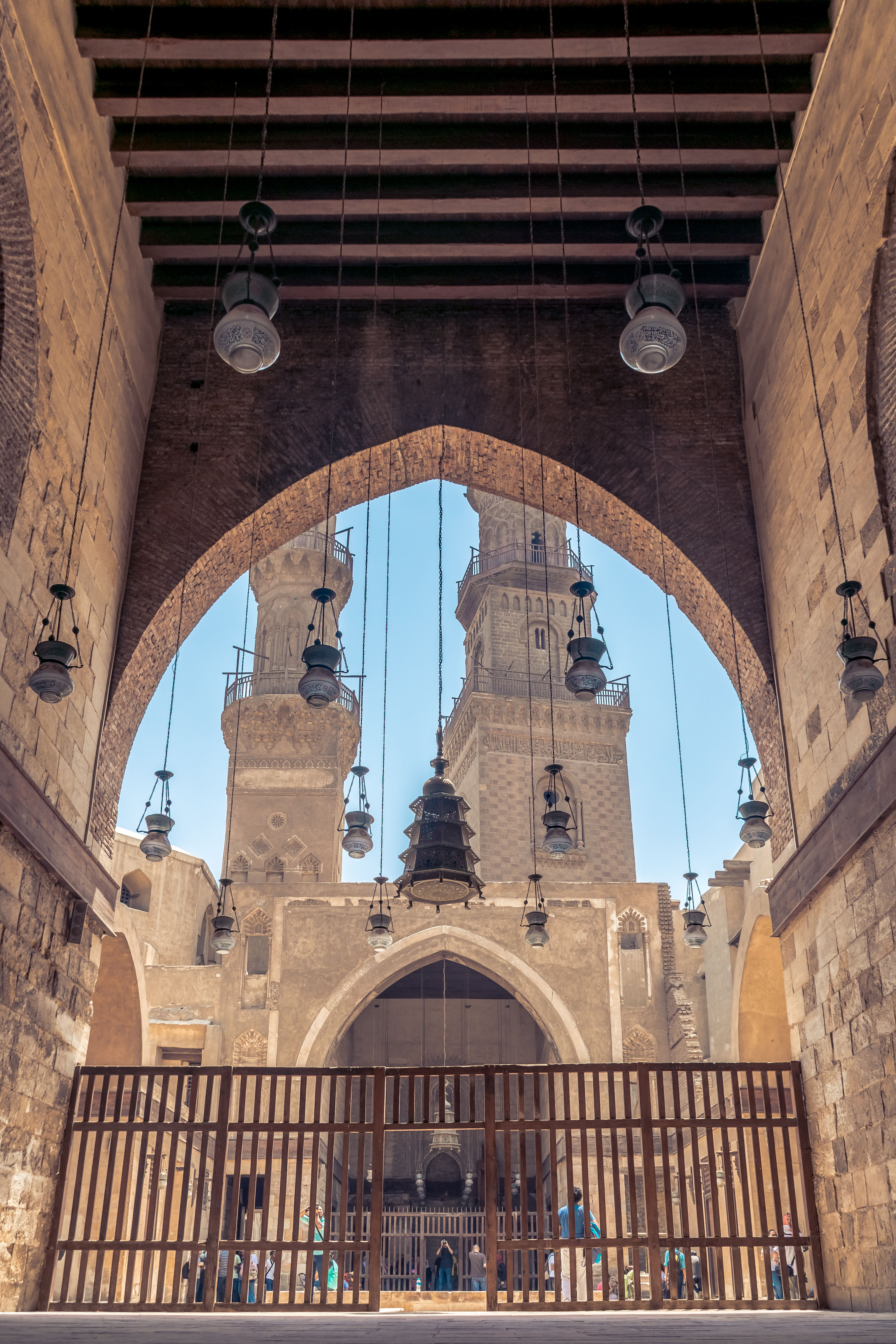